# Lista de recordes individuais da National Football League
Esta é a lista de recordes individuais oficiais da National Football League (NFL) definida por jogadores individuais.

## Serviço[1]
- Maior número de temporadas: 26, George Blanda 1949–1958, 1960–1975
- Maior número de temporadas por um time: 21, Jason Hanson 1992–2012
- Maior número de partidas jogadas na carreira: 382, Morten Andersen 1982–2007
- Maior número de partidas consecutivas na carreira: 352, Jeff Feagles 1989–2009
- Maior número de partidas por um time: 327, Jason Hanson 1992–2012

## Pontuação[2]
- Maior número de temporadas liderando a liga: 5, Don Hutson, 1940–1944; Gino Cappelletti, 1961, 1963–1966; Stephen Gostkowski, 2008, 2012–2015
- Maior número de temporadas consecutivas liderando a liga: 5, Don Hutson, 1940–1944
- Maior número de pontos marcados na carreira: 2,544, Morten Andersen, 1983–2004, 2006–2007
- Maior número de pontos marcados em uma temporada: 186, LaDainian Tomlinson, 2006
- Maior média de pontos por partida na carreira: 8.67, Stephen Gostkowski (1,457 Points/168 partidas), 2006–2016
- Maior média de pontos por partida em uma temporada: 14.67, Paul Hornung (176 Points/12 partidas), 1960
- Maior número de pontos em uma temporada, sem touchdown: 166, David Akers, 2011
- Maior número de pontos em uma partida, sem touchdown: 26, Rob Bironas em 21 de outubro de 2007
- Maior número de temporadas com 100 pontos ou mais: 19, Adam Vinatieri, 1996–2008, 2010, 2012–2016
- Maior número de temporadas consecutivas com 100 pontos ou mais: 16, Jason Elam, 1993–2008
- Maior número de pontos em uma temporada por um calouro:  150, Cody Parkey, 2014
- Maior número de pontos em uma partida: 40, Ernie Nevers, em 28 de Novembro de 1929
- Maior número de partida consecutivas marcando pontos: 360, Morten Andersen 1983–2004, 2006–2007
- Maior número de quartos seguidos marcando pontos: 38, Stephen Gostkowski, 10 de Setembro, 2015 - 23 de Novembro, 2015

### Touchdowns[3]
Nota: Esta seção se aplica aos touchdowns marcados em corrida, recebimento ou retorno. Touchdowns por passe são listados separadamente.
- Maior número de temporadas liderando a liga: 8, Don Hutson, 1935–1938, 1941–1944
- Maior número de temporadas consecutivas liderando a liga em touchdowns: 4, Don Hutson, 1935–1938, 1941–1944
- Maior número de touchdowns na carreira: 208, Jerry Rice, 1985–2004
- Maior número de touchdowns em uma temporada: 31, LaDainian Tomlinson, 2006
- Maior número de tochdowns em uma temporada, por um calouro:  22, Gale Sayers, 1965
- Maior número de touchdowns em uma partida: 7, Nick Foles(Philadelphia Eagles) Contra o Oakland Raiders na Temporada de 2013
- Maior número de partidas consecutivas com touchdown: 18, LaDainian Tomlinson, 2004–05; Lenny Moore, 1963–65

### Pontos após touchdown[4]
- Maior número de temporadas liderando a liga: 8, George Blanda, 1956, 1961–62, 1967–69, 1972, 1974
- Maior número de chutes na carreira: 959, George Blanda, 1949–1976
- Maior número de chutes em uma temporada:  75, Matt Prater, 2013
- Maior número de chutes em uma partida: 10, Charlie Gogolak em 27 de Novembro de 1966
- Maior número de chutes feitos na carreira: 943, George Blanda, 1949–1976
- Maior número de chutes feitos em uma temporada: 75, Matt Prater, 2013
- Maior número de chutes feitos em uma temporada, por um calouro: 60, Doug Brien, 1994
- Maior número de chutes feitos em uma partida: 9, Pat Harder 17 de outubro, 1948, Bob Waterfield 22 de outubro, 1950 e Charlie Gogolak 27 de novembro, 1966
- Maior número de chutes, sem erro, em uma temporada: 75, Matt Prater, 2013
- Maior número de chutes, sem erro, em uma temporada, por um calouro: 54, Cody Parkey, 2014
- Maior número de chutes, sem erro, em uma partida: 9, Pat Harder 17 de Outubro, 1948 e Bob Waterfield 22 de Outubro, 1950
- Maior número de chutes feitos antes do intervalo de uma partida: 7, Jan Stenerud; 2 de Outubro, 1983
- Maior número de chutes feitos em um quarto(incluindo playoffs): 5, Stephen Gostkowski 22 de Novembro, 2012, 18 de Outubro, 2009; Ali Haji-Sheikh 31 de Janeiro, 1988; Jan Stenerud 2 de Outubro, 1983; Don Chandler 12 de Novembro, 1967; Pat Harder 24 de Outubro, 1948; Don Hutson 7 de Outubro, 1945
- Maior número de chutes feitos consecutivos: 479, Stephen Gostkowski; 2006–2016
- Maior número de chutes feitos consecutivos(incluindo playoffs): 523, Stephen Gostkowski; 31 de Dezembro, 2006 – 16 de Janeiro, 2016 .
- Maior número de chutes feitos para começar uma carreira: 321, Rian Lindell; 5 de Outubro, 2000 – 7 de Novembro, 2010
- Maior percentual de chutes feitos na carreira (mínimo 200 tentativas): 100.0, Dan Bailey, (250/250) 2011–2016
- Maior número de conversão de dois pontos na carreira: 7, Marshall Faulk, 1994–2005
- Maior número de conversão de dois pontos em uma temporada: 4, Todd Heap, 2003
- Maior número de conversão de dois pontos em uma temporada, por um calouro: 3, Gino Cappelletti, 1960
- Maior número de conversão de dois pontos em um partida: 2, por 11 jogadores, mais recente é pelo Ladarius Green 25 de outubro, 2015

### Field goals[5]
- Maior número de temporadas liderando a liga: 5, Lou Groza, 1950, 1952–1954, 1957
- Maior número de temporadas consecutivas liderando a liga: 3, Lou Groza, 1952–1954
- Maior número de tentativas de field goals na carreira: 709, Morten Andersen, 1982–2004, 2006–2007
- Maior número de tentativas de field goals em uma temporada: 52, David Akers, 2011
- Maior número de tentativas de field goals em uma temporada, por um calouro: 48, Chester Marcol, 1972
- Maior número de field goals perdidos na carreira: 304, George Blanda, 1949–1976
- Maior número de field goals perdidos em uma temporada: 26, Paul Hornung, 1964
- Maior número de tentativas de field goals em uma partida: 9, Jim Bakken  24 de Setembro, 1967
- Maior número de field goals feitos na carreira: 565, Morten Andersen, 1982–2004; 2006–2007
- Maior número de field goals feitos em uma temporada: 44, David Akers, 2011
- Maior número de field goals feitos em uma temporada, sem erro: 37, Mike Vanderjagt, 2003
- Maior número de field goals feitos em uma temporada, por um calouro: 35, Ali Haji-Sheikh, 1983 e Blair Walsh, 2012
- Maior número de field goals feitos em uma partida: 8, Rob Bironas 21 de Outubro, 2007
- Maior número de field goals feitos em uma partida, sem erros: 8, Rob Bironas 21 de Outubro, 2007
- Maior número de field goals feitos em uma partida de pós-temporada: 6, Chris Boswell 15 de Janeiro, 2017
- Maior número de field goals feitos antes do intervalo de uma partida: 5; Chris Boniol 18 de Novembro, 1996; Morten Andersen 3 de Setembro, 2000; Rob Bironas 21 de Outubro, 2007 e Mike Nugent 7 de Setembro, 2014
- Maior número de field goals feitos no primeiro quarto: 4; por 8 jogadores, mais recentemente Shayne Graham 11 de Novembro, 2007
- Maior número de partidas consecutivas com um field goal feito: 38, Matt Stover, 1999–2001
- Maior número de partidas consecutivas com um field goal feito de +40 jardas: 10, Rob Bironas, 2011–2012
- Maior número de partidas consecutivas com 2+ field goals feitos: 19, Stephen Gostkowski 2013–2014
- Maior número de partidas consecutivas com 3+ field goals feitos: 6, Olindo Mare 1999; Gary Anderson 1985
- Maior número de partidas consecutivas com 4+ field goals feitos:  4, Olindo Mare 1999
- Maior número de partidas consecutivas com 5+ field goals feitos: 2, Dan Carpenter 2010; Richie Cunningham, 1997; John Kasay, 1996; John Carney, 1994
- Maior número de field goals feitos consecutivos: 44, Adam Vinatieri; 4 de Outubro, 2015 – 20 de Outubro, 2016
- Maior número de field goals feitos consecutivos (pós-temporada): 23, Mason Crosby; 15 de Janeiro, 2011—22 de Janeiro, 2017
- Maior número de fields goals feitos consecutivos para iniciar uma carreira: 18, Travis Coons, 2015
- Maior número de fields goals feitos consecutivos sob 40 jardas:  53, Rian Lindell 17 de Dezembro, 2005 - 30 de Dezembro, 2008
- Maior número de fields goals feitos consecutivos sob +40 jardas: 24, Jason Hanson, 2007–2009
- Maior número de fields goals feitos consecutivos sob +50 jardas: 12, Blair Walsh, 2012–2013; Robbie Gould, 2010–2013
- Field goal mais longo: 66 jardas, Justin  Tucker (vs.Detroit Lions), 26 de Setembro,2021
- Field goal mais longo, por um calouro: 60 jardas, Greg Zuerlein 30 de Setembro, 2012
- Field goal mais longo, no primeiro quarto: 58 jardas, Nick Lowery 18 de Setembro, 1983 e Greg Zuerlein 30 de Setembro, 2012
- Field goal mais longo, no segundo quarto: 61 jardas, Jason Myers  15 de Novembro, 2020
- Field goal mais longo, no terceiro quarto: 63 jardas, Tom Dempsey 8 de Novembro, 1970
- Field goal mais longo, no quarto quarto: 66 jardas, Justin Tucker (vs.Detroit Lions), 26 de Setembro,2021
- Maior porcentagem de field goal na carreira (mínimo 100 FG feitos): 89.8% (168/187), Justin Tucker, 2011–2016
- Maior porcentagem de field goal, sob +50 jardas na carreira (mínimo 30 FG feitos): 80.0% (36/45), Matt Prater, 2007–2016
- Maior porcentagem de field goal, sob 50 jardas na carreira (mínimo 50 FG feitos): 95.2% (140/147), Justin Tucker, 2012–2016
- Maior porcentagem de field goal, sob 40 jardas na carreira (mínimo 50 FG feitos): 97.9% (92/94), Justin Tucker, 2012–2016
- Maior porcentagem de field goal em uma temporada (mínimo 20 tentativas): 100.0; Gary Anderson, 1998 (35/35); Mike Vanderjagt, 2003 (37/37)
- Maior porcentagem de field goal em uma temporada, por um calouro (mínimo 10 tentativas): 100.0, Garrett Hartley (13/13), 2008
- Maior porcentagem de field goal em uma temporada, por um calouro (mínimo 20 tentativas): 92.1, Blair Walsh (35/38), 2012
- Menor porcentagem de field goal em uma temporada (nenhum feito): 0.0, Boris Shlapak (0/8), 1972
- Menor porcentagem de field goal em uma temporada (mínimo 10 tentativas): 6.67, Bob Timberlake (1/15), 1965
- Maior número de field goals feitos de +40 jardas: 188, Jason Hanson, 1992–2012
- Maior número de field goals feitos de +50 jardas: 55, Sebastian Janikowski, 2000–2016
- Maior número de field goals feitos de +60 jardas: 2, Sebastian Janikowski, 27 de Dezembro, 2009, 12 de Setembro, 2011; Greg Zuerlein, 30 de Setembro, 2012, 8 de Novembro, 2015
- Maior número de tentativas de field goal de +50 jardas na carreira: 98, Sebastian Janikowski, 2000–2016
- Maior número de tentativas de field goal de +60 jardas na carreira: 9, Sebastian Janikowski, 2005–2015
- Maior número de tentativas de field goal de +50 jardas em uma temporada: 13, Greg Zuerlein, 2012
- Maior número de tentativas de field goal de +50 jardas, por um calouro: 13, Greg Zuerlein, 2012
- Maior número de field goals feitos de +50 jardas em uma temporada: 10, Blair Walsh, 2012; Justin Tucker, 2016
- Maior número de field goals feitos de +50 jardas, por um calouro: 10, Blair Walsh, 2012
- Maior número de field goals feitos de +50 jardas em uma temporada, sem erro: 10, Blair Walsh, 2012
- Maior número de field goals feitos de +50 jardas em uma partida: 3, por 9 jogadores, mais recentemente Justin Tucker 27 de Novembro, 2016
- Maior número de field goals feitos de +58 jardas em uma partida: 2, Greg Zuerlein; 30 de Setembro, 2012
- Maior número de field goals feitos de +54 jardas em uma partida: 3, Kris Brown, 7 de Outubro, 2007
- Maior número de field goals feitos de +46 jardas em uma partida: 4, John Kasay, 24 de Setembro, 2006
- Maior número de field goals feitos de +40 jardas em uma partida: 5, Mason Crosby,22 de Novembro, 2015; Chris Boswell, 18 de Dezembro, 2016
- Maior número de field goals feitos de +35 jardas em uma partida: 6, Chris Boniol, 18 de Novembro, 1996
- Maior número de field goals feitos de +50 jardas antes do intervalo de uma partida: 3, Phil Dawson 27 de Setembro, 2012, Justin Tucker 27 de Novembro, 2016
- Maior número de field goals feitos de +55 jardas, em um quarto: 2, Neil Rackers, 24 de Outubro, 2004, Brandon McManus, 13 de Setembro, 2015
- Maior número de partidas com +1 field goals feitos na carreira: 299, Morten Andersen, 1983–2004, 2006–2007
- Maior número de partidas com +2 field goals feitos na carreira: 178, Morten Andersen, 1983–2004, 2006–2007
- Maior número de partidas com +3 field goals feitos na carreira: 80, Adam Vinatieri, 1996–2016
- Maior número de partidas com +4 field goals feitos na carreira: 29, John Carney, 1990–2008
- Maior número de partidas com +5 field goals feitos na carreira: 11, John Carney, 1992–2004
- Maior número de partidas com +6 field goals feitos na carreira: 2, John Carney, 1993; Gary Anderson 1988–1998; Jeff Wilkins, 1996–2006; Jim Bakken, 1967–1973
- Maior número de partidas com +7 field goals feitos na carreira: 1; Jim Bakken 24 de Setembro, 1967; Rich Karlis 5 de Novembro, 1989; Chris Boniol 18 de Novembro 1996; Billy Cundiff 15 de Setembro, 2003; Rob Bironas 21 de Outubro, 2007; Shayne Graham 11 de Novembro, 2007; Cairo Santos 4 de Outubro, 2015
- Maior número de partidas com +2 field goals feitos em uma temporada: 16, Stephen Gostkowski, New England Patriots, 2013
- Maior número de partidas com +3 field goals feitos em uma temporada: 9, Al Del Greco, Tennessee Oilers, 1998
- Maior número de partidas com +4 field goals feitos em uma temporada: 6, David Akers, San Francisco 49ers 2011
- Maior número de partidas com +5 field goals feitos em uma temporada: 3, Rich Karlis, Minnesota Vikings, 1989
- Maior número de partidas com +6 field goals feitos em uma temporada 2, John Carney, San Diego Chargers, 1993
- Maior número de field goals feitos no Overtime na carreira: 10, Adam Vinatieri 1996–2015

### Safeties[6]
- Maior número de Safeties na carreira: 4, Ted Hendricks 1969–1983, Doug English 1975–1985, Jared Allen 2004–2015
- Maior número de Safeties em uma temporada: 2; por 18 jogadores,mais recente Junior Galette, 2014
- Maior número de Safeties em uma temporada, por um calouro: 2, Jameel McClain 2008, Jim Young 1977
- Maior número de Safeties em uma partida: 2, Fred Dryer 21 de Outubro,1973
- Maior número de Safeties em um quarto: 2, Fred Dryer 21 de Outubro, 1973
- Maior número de partidas consecutivos com safety: 2, Doug English 4 de Setembro, 1983 – 11 de Setembro, 1983
- Maior número de temporadas consecutivas com safety: 3, Charlie Krueger 1959–1961, Ted Hendricks 1974–1976, Eric Swann 1992–1994

## Corrida[7]

### Tentativas de corrida
- Maior número de temporadas liderando a liga: 6, Jim Brown; 1958–1959, 1963, 1963–1965
- Maior número de temporadas consecutivas liderando a liga: 4; Steve Van Buren, 1947–1950 e Walter Payton 1976–1979
- Maior média de tentativa por partida, na carreira: 21.2, Terrell Davis, 1995–2001
- Maior número de tentativas, na carreira: 4,409, Emmitt Smith, 1990–2004
- Maior número de tentativas em uma temporada: 416, Larry Johnson, 2006
- Maior número de tentativas em uma temporada, por um calouro: 390, Eric Dickerson, 1983
- Maior número de tentativas em uma partida: 45, Jamie Morris; 17 de Dezembro, 1988 (OT)
- Maior número de tentativas em uma temporada, sem fumble: 397, Gerald Riggs, 1985
- Maior número de tentativas consecutivas, sem fumble, para começar uma carreira: 589, BenJarvus Green-Ellis, 2008–2012
- Maior número de tentativas consecutivas, sem fumble: 1,001, LaDainian Tomlinson, 22 de Outubro, 2006 - 29 de Novembro, 2009
- Maior número de tentativas em uma temporada, sem touchdown: 240, Joe Washington, 1978
- Maior número de tentativas, sem touchdown: 507-524, Archie Griffin, 6 de Dezembro, 1976 - 6 de Setembro,1981
- Maior número de temporadas, com 200 tentativas: 14, Emmitt Smith 1990–2004
- Maior número de temporadas, com 250 tentativas: 13, Emmitt Smith 1991–2004
- Maior número de temporadas, com 300 tentativas: 10, Walter Payton 1976–1986
- Maior número de temporadas consecutivas com 200 tentativas: 13, Emmitt Smith 1990–2002
- Maior número de temporadas consecutivas com 250 tentativas: 12, Emmitt Smith 1991–2002
- Maior número de temporadas consecutivas com 300 tentativas: 8, Eddie George 1996–2003
- Maior número de partidas na carreira, com 20 tentativas: 121, Emmitt Smith 1990–2004
- Maior número de partidas na carreira, com 25 tentativas: 56, Emmitt Smith 1991–2004
- Maior número de partidas na carreira, com 30 tentativas: 21, Eric Dickerson 1983–1991
- Maior número de partidas na carreira, com 35 tentativas: 7, Walter Payton 1976–1984
- Maior número de partidas na carreira, com 40 tentativas: 2, James Wilder 1983–1984, Ricky Williams 1999–2003
- Maior número de partidas em uma temporada, com 20 tentativas: 14, by 8 players, most recently Shaun Alexander 2005
- Maior número de partidas em uma temporada, com 25 tentativas: 10, Larry Johnson 2006, Jamal Anderson 1998, Emmitt Smith 1994
- Maior número de partidas em uma temporada, com 30 tentativas: 7, Earl Campbell 1979
- Maior número de partidas em uma temporada, com 35 tentativas: 3, Earl Campbell 1980, Eddie George 2000

### Jardas corridas
- Maior número de temporadas liderando a liga: 8, Jim Brown, 1957–1961 1963–1965
- Maior número de temporadas consecutivas liderando a liga: 5, Jim Brown, 1957–1961
- Maior número de jardas ganhas na carreira: 18,355, Emmitt Smith, 1990–2004
- Maior número de temporadas com +500 jardas corridas: 14, Emmitt Smith, 1990–2004
- Maior número de temporadas com +1000 jardas corridas: 11, Emmitt Smith, 1991–2001
- Maior número de temporadas com +1500 jardas corridas: 5, Barry Sanders, 1991–1997
- Maior número de temporadas consecutivas com +500 jardas corridas: 13, Walter Payton, 1975–1987, Emmitt Smith 1990–2002
- Maior número de temporadas consecutivas com +1000 jardas corridas: 11, Emmitt Smith, 1991–2001
- Maior número de temporadas consecutivas com +1500 jardas corridas: 4, Barry Sanders, 1994–1997
- Maior número de jardas ganhas em uma temporada: 2,105, Eric Dickerson 1984
- Maior número de jardas ganhas em uma temporada, com nenhum fumble: 1,883, Barry Sanders, 1994
- Maior número de jardas ganhas em uma temporada, por um calouro: 1,808 Eric Dickerson, 1983
- Maior número de jardas ganhada em uma temporada, jogando em casa: 1,125 Walter Payton, 1977
- Maior número de jardas ganhada em uma temporada, jogando fora de casa: 1,087 Eric Dickerson, 1984
- Maior número de jardas ganhas em partidas consecutivas: 476, O.J. Simpson 25 de Novembro, 1976 - 5 de Dezembro, 1976
- Maior número de jardas ganhas em uma partidaː 296, Adrian Peterson 4 de Novembro, 2007
- Maior número de jardas ganhas antes do intervalo de uma partida: 253, Adrian Peterson 4 de Novembro, 2007
- Maior número de jardas ganhas em um quartoː 165, Jamaal Charles 23 de Dezembro, 2012
- Corrida mais longa a partir da linha da scrimmageː 99 yard (touchdown), Tony Dorsett, 3 de Janeiro, 1983
- Maior média de jardas ganhas por partida , na carreiraː 104.3, Jim Brown, 1957–1965
- Maior média de jardas ganhas por partida, em uma carreiraː 143.1, O.J. Simpson, 1973
- Maior média de jardas ganhas por partida, em uma partida (Mínimo 100 jardas)ː 52.50 (2 carries, 105 jardas), Brian Mitchell 1 de Outubro, 2000
- Maior número de partida com +50 jardas corridas, na carreiraː 173, Emmitt Smith, 1990–2004
- Maior número de partidas com +100 jardas corridas, na carreiraː 78, Emmitt Smith, 1990–2004
- Maior número de partidas com +150 jardas corridas, na carreiraː 25, Barry Sanders, 1989–1998
- Maior número de partidas com +200 jardas corridas, na carreiraː6, O.J. Simpson, 1969–1979; Adrian Peterson, 2007–2015
- Maior número de partidas com +250 jardas corridas, na carreiraː 2, O.J. Simpson, 1973–1976
- Maior número de partidas com +50 jardas corridas, em uma temporadaː 14, Barry Sanders, 1997
- Maior número de partidas com +150 jardas corridas, em uma temporadaː: 7, Earl Campbell, 1980, Adrian Peterson 2012
- Maior número de partidas com +200 jardas corridas, em uma temporadaː: 4, Earl Campbell, 1980
- Maior número de partidas consecutivas com +50 jardas corridasː 38, Priest Holmes, 2001–2003
- Maior número de partidas consecutivas com +100 jardas corridasː 14, Barry Sanders, 1997
- Maior número de partidas consecutivas com +150 jardas corridasː 4, Earl Campbell, 1980
- Maior número de partidas consecutivas com +200 jardas corridasː 2, O.J. Simpson, 1973, 1976; Earl Campbell 1980; Ricky Williams 2002; Jay Ajayi 2016
- Maior número de partidas consecutivas, com +100 jardas corridas, para começar uma temporadaː 8, DeMarco Murray 2014
- Maior número de jardas corridas na carreira, por um quarterbackː 6,109, Michael Vick, 2001–2015
- Maior número de jardas corridas em uma temporada, por um quarterbackː 1,039, Michael Vick, 2006
- Maior número de jardas corrida em uma partida, por um quarterbackː 181, Colin Kaepernick, 12 de Janeiro, 2013 (playoffs)
- Maior média por tentativa na carreira (mínimo 750 tentativas)ː 7.0 jardas (6,109 jardas/873 tentativas), Michael Vick, 2001–2015
- Maior média por tentativa na carreira (mínimo 1000 tentativas): 5.45 jardas (7,260 jardas/1,332 tentativas), Jamaal Charles, 2008–presente
- Maior média por tentativa em uma temporada: 8.45 jardas (1,039 jardas/123 tentativas), Michael Vick, 2006
- Maior média por tentativa em uma partida (mínimo 10 tentativas)ː 17.3 jardas, Michael Vick 1 de Dezembro, 2002

### Touchdowns corridos
- Maior número de temporadas liderando a ligaː 5, Jim Brown, 1957–1959, 1963, 1965
- Maior número de temporadas consecutivas liderando a ligaː 3, Steve Van Buren, 1947–1949; Jim Brown, 1957–1959; Abner Haynes (American Football League), 1960–1962; Cookie Gilchrist (American Football League), 1962–1964; Jim Brown, 1966–1968
- Maior touchdowns corridos na carreira: 164, Emmitt Smith, 1990–2004
- Maior touchdowns corridos em uma temporada: 28, LaDainian Tomlinson, 2006
- Maior touchdowns corridos em uma temporada, por um calouroː18 Eric Dickerson, 1983
- Maior touchdowns corridos em uma temporada, em casaː16, Terry Allen, 1996; Priest Holmes, 2003; Shaun Alexander, 2005
- Maior touchdowns corridos em uma temporada, fora de casaː 16, John Riggins, 1983
- Maior touchdowns corridos em uma partida: 6, Ernie Nevers; 28 de Novembro, 1929
- Maior touchdowns corridos até o intervalo de uma partidaː 4, Jim Brown, 18 de Novembro, 1962; Roland Hooks, 9 de Setembro, 1979; Chuck Muncie, 29 de Novembro, 1981; Eric Dickerson, 31 de outubro, 1988; Shaun Alexander, 29 de Setembro 2002; Priest Holmes, 24 de Outubro, 2004; Doug Martin, 4 de Novembro, 2012
- Maior número de temporadas com ̟+1 touchdowns corridos: 16, Marcus Allen 1982–1997
- Maior número de temporadas com ̟+2 touchdowns corridos: 16, Marcus Allen 1982–1997
- Maior número de temporadas com ̟+3 touchdowns corridos: 14, Emmitt Smith 1990–2004
- Maior número de temporadas com ̟+4 touchdowns corridos: 13, Marcus Allen 1982–1997, Emmitt Smith 1990–2004
- Maior número de temporadas com ̟+5 touchdowns corridos: 13, Marcus Allen 1982–1997
- Maior número de temporadas com ̟+6 touchdowns corridos: 11, Walter Payton 1975–1986, Emmitt Smith 1990–2004
- Maior número de temporadas com ̟+7 touchdowns corridos: 11, Emmitt Smith 1990–2004
- Maior número de temporadas com ̟+8 touchdowns corridos: 11, Emmitt Smith 1990–2004
- Maior número de temporadas com ̟+9 touchdowns corridos: 11, Emmitt Smith 1990–2004
- Maior número de temporadas com ̟+10 touchdowns corridos: 9, LaDainian Tomlinson 2001–2009
- Maior número de temporadas com ̟+11 touchdowns corridos: 8, LaDainian Tomlinson 2002–2009, Emmitt Smith 1990–1999
- Maior número de temporadas com ̟+12 touchdowns corridos: 7, LaDainian Tomlinson 2002–2009
- Maior número de temporadas com ̟+13 touchdowns corridos: 6, LaDainian Tomlinson 2002–2007
- Maior número de temporadas com ̟+14 touchdowns corridos: 5, LaDainian Tomlinson 2004–2007, Shaun Alexander 2001–2005
- Maior número de temporadas com ̟+15 touchdowns corridos: 4, LaDainian Tomlinson 2004–2007
- Maior número de temporadas com ̟+16 touchdowns corridos: 3, LaDainian Tomlinson 2004–2006, Shaun Alexander 2002–2005, Emmitt Smith 1992–1995
- Maior número de temporadas com ̟+17 touchdowns corridos: 3, LaDainian Tomlinson 2004–2006, Emmitt Smith 1992–1995
- Maior número de temporadas com ̟+18 touchdowns corridos: 3, Emmitt Smith 1992–1995
- Maior número de temporadas com ̟+19 touchdowns corridos: 2, Priest Holmes 2002–2003, Emmitt Smith 1994–1995
- Maior número de temporadas com ̟+20 touchdowns corridos: 2, Priest Holmes 2002–2003, Emmitt Smith 1994–1995
- Maior número de temporadas consecutivas com +1 touchdown corrido: 16, Marcus Allen 1982–1997
- Maior número de temporadas consecutivas com +2 touchdown corrido: 16, Marcus Allen 1982–1997
- Maior número de temporadas consecutivas com +3 touchdown corrido: 13, Jerome Bettis 1993–2005, Emmitt Smith 1990–2002
- Maior número de temporadas consecutivas com +4 touchdown corrido: 11, Emmitt Smith 1990–2000, Steven Jackson 2004–2014
- Maior número de temporadas consecutivas com +5 touchdown corrido: 10, LaDainian Tomlinson 2001–2010, Marshall Faulk 1994–2003
- Maior número de temporadas consecutivas com +6 touchdown corrido: 10, LaDainian Tomlinson 2001–2010, Marshall Faulk 1994–2003
- Maior número de temporadas consecutivas com +7 touchdown corrido: 9, LaDainian Tomlinson 2001–2009, Jim Brown 1957–1965
- Maior número de temporadas consecutivas com +8 touchdown corrido: 9, LaDainian Tomlinson 2001–2009
- Maior número de temporadas consecutivas com +9 touchdown corrido: 9, LaDainian Tomlinson 2001–2009
- Maior número de partidas consecutivas com +1 touchdown corrido: 18, LaDainian Tomlinson, 2004–2005
- Maior número de partidas consecutivas com +2 touchdown corrido: 8, LaDainian Tomlinson, 2006
- Maior número de partidas consecutivas com +3 touchdown corrido: 3, LaDainian Tomlinson, 2006
- Maior número de partidas consecutivas com +4 touchdown corrido: 2, Jim Taylor, 1962
- Maior número de partidas com +1 touchdowns corridos na careiraː 117, Emmitt Smith 1990–2004
- Maior número de partidas com +2 touchdowns corridos na careiraː 38, LaDainian Tomlinson 2001–2010
- Maior número de partidas com +3 touchdowns corridos na careiraː 12, LaDainian Tomlinson 2001–2008
- Maior número de partidas com +4 touchdowns corridos na careiraː 5, Jim Brown 1957–1962
- Maior número de partidas com +5 touchdowns corridos na careiraː 1, Jimmy Conzelman 15 de Outubro, 1922; Ernie Nevers 28 de Novembro,1929; Jim Brown 1 de Novembro,1959; Cookie Gilchrist 8 de Dezembro,1963; Ricky Watters 15 de Janeiro,1994;James Stewart (Futebol Americano) 12 de Outubro,1997; Clinton Portis 7 de Dezembro,2003
- Maior número de partidas com +6 touchdowns corridos na careiraː 1, Ernie Nevers 11-28-1929
- Maior número de partidas com +1 touchdowns corridos em uma temporadaː Emitt Smith 1995
- Maior número de partidas com +2 touchdowns corridos em uma temporadaː 10, LaDainian Tomlinson 2006, Priest Holmes 2003
- Maior número de partidas com +3 touchdowns corridos em uma temporadaː 5, LaDainian Tomlinson 2006
- Maior número de partidas com +4 touchdowns corridos em uma temporadaː 2, Jim Taylor 1962, Shaun Alexander 2005, LaDainian Tomlinson 2006, DeAngelo Williams 2008
- Maior número de touchdowns corridos na carreira, por um quarterbackː 48, Cam Newton, 2011–2017
- Maior número de touchdowns corridos em uma temporada, por um quarterbackː 14, Cam Newton 2011
- Maior número de touchdowns corridos em uma partida, por um quarterbackː 4, muitos jogadores

## Passe[8]

### Passer Rating
- Maior número de temporadas liderando a ligaː 6, Sammy Baugh, 1937, 1940, 1943, 1945, 1948 1949; Steve Young, 1991–1994, 1996–1997
- Maior número de temporadas consecutivas liderando a liga: 4, Steve Young, 1991–1994
- Maior passer rating na carreira (mínimo 1,500 tentativas)ː 104.1, Aaron Rodgers, 2005–2016.
- Maior passer rating na temporada (mínimo 100 tentativas) 122.5, Aaron Rodgers, 2011
- Maior passer rating na temporada, por um calouro: 104.9, Dak Prescott 2016
- Jogar mais jovem a antigir o passer rating perfeito (158.3), em uma partida)ː Marcus Mariota (21 anos, 318 dias) 13 de Setembro, 2015
- Maior número de partidas com +100 passer rating na carreiraː 112,Peyton Manning, 1998–2015
- Maior número de partidas com +105 passer rating na carreiraː 97,  Peyton Manning, 1998–2015
- Maior número de partidas com +110 passer rating na carreiraː 78,  Peyton Manning, 1998–2015
- Maior número de partidas com +115 passer rating na carreiraː 67,  Peyton Manning, 1998–2015
- Maior número de partidas com +120 passer rating na carreiraː 57,  Peyton Manning, 1998–2015
- Maior número de partidas com +125 passer rating na carreiraː 50,  Peyton Manning, 1998–2015
- Maior número de partidas com +130 passer rating na carreiraː 37,  Peyton Manning, 1999–2015
- Maior número de partidas com +135 passer rating na carreiraː 27,  Peyton Manning, 2000–2015
- Maior número de partidas com +140 passer rating na carreiraː 21,  Peyton Manning, 2000–2015
- Maior número de partidas com +145 passer rating na carreiraː 13, Tom Brady, 2001–2016
- Maior número de partidas com +150 passer rating na carreiraː 8, Craig Morton, 1966–1981; Ben Roethlisberger, 2004–2016.
- Maior número de partidas com +155 passer rating na carreiraː 6, Craig Morton, 1966–1981; Peyton Manning, 2000–2014
- Maior número de partidas com 158.3 passer rating perfeito na careira (incluindo playoffs): 4, Peyton Manning, 2000–2015
- Maior número mínimo de passer rating na temporada (mínimo 16 partidas): 84.5, Philip Rivers, 2009
- Maior número de partidas com +90 passer rating em uma temporadaː 15, Peyton Manning, 2004, 2013
- Maior número de partidas com +95 passer rating em uma temporadaː 14, Aaron Rodgers, 2011
- Maior número de partidas com +100 passer rating em uma temporadaː 13, Aaron Rodgers, 2011
- Maior número de partidas com +105 passer rating em uma temporadaː 13, Aaron Rodgers, 2011
- Maior número de partidas com +110 passer rating em uma temporadaː 12, Aaron Rodgers, 2011
- Maior número de partidas com +115 passer rating em uma temporadaː 10, Aaron Rodgers 2011, Tom Brady 2007, Steve Young 1994
- Maior número de partidas com +120 passer rating em uma temporadaː 8, Tom Brady, 2007, Philip Rivers, 2008, Matt Ryan, 2016
- Maior número de partidas com +125 passer rating em uma temporadaː 7, Tony Romo, 2014, Tom Brady, 2007, Matt Ryan, 2016
- Maior número de partidas com +130 passer rating em uma temporadaː 6, Tony Romo, 2014, Aaron Rodgers, 2011
- Maior número de partidas com +135 passer rating em uma temporadaː 6, Tony Romo, 2014
- Maior número de partidas com +140 passer rating em uma temporadaː 4, Jacky Lee 1961, Roger Staubach 1973, Tom Brady 2007 & 2010, Aaron Rodgers 2011
- Maior número de partidas com +145 passer rating em uma temporadaː 4, Tom Brady 2007, Roger Staubach 1973
- Maior número de partidas com +150 passer rating em uma temporadaː 2, Steve Young 1993, Kurt Warner 1999, Tom Brady 2007, Drew Brees 2009, Aaron Rodgers 2014
- Maior número de temporadas com +95 passer rating (mínimo 10 partidas como titular): 10, Peyton Manning 2003–2014
- Maior número de temporadas com +100 passer rating (mínimo 10 partidas como titular): 6, Steve Young 1991–1994, 1997–1998; Aaron Rodgers 2009–2012, 2014, 2016; Peyton Manning 2004–2006, 2012–2014; Drew Brees 2004, 2009, 2011, 2013, 2015–2016
- Maior número de temporadas com +105 passer rating (mínimo 10 partidas como titular): 4, Tom Brady 2007, 2010, 2011, 2016
- Maior número de temporadas com +110 passer rating (mínimo 10 partidas como titular): 3, Tom Brady 2007, 2010, 2016
- Maior número de temporadas com +115 passer rating (mínimo 10 partidas como titular): 2, Peyton Manning 2004, 2013
- Maior número de temporadas com +120 passer rating (mínimo 10 partidas como titular): 1, Aaron Rodgers 2011, Peyton Manning 2004

### Tentativas de passe
- Maior número de temporadas liderando a ligaː 5, Dan Marino, 1984, 1986, 1988, 1992, 1997
- Maior número de temporadas consecutivas liderando a liga: 3, Johnny Unitas 1959–1961, George Blanda 1963–1965, Drew Bledsoe 1994–1996
- Maior número de tentativas de passe na careiraː 10,169, Brett Favre, 1991–2010
- Maior número de tentativas de passe em uma temporadaː 727, Matthew Stafford 2012
- Maior número de tentativas de passe em uma temporada, por um calouroː 627, Andrew Luck 2012
- Maior de tentativas de passe por partida na carreiraː 39.31, Matthew Stafford, (4,285 tentativas/109 partidas), 2009–2016.
- Maior de número de tentativa de passe por partida em uma temporadaː 45.44, Matthew Stafford, (727 tentativas/16 partidas), 2012
- Maior número de tentativas de passes consecutivos, sem interceptaçãoː 335, Tom Brady, 2010
- Maior número de tentativas de passes consecutivos, sem interceptação, em casaː 587, Aaron Rodgers 2012–2015
- Maior número de tentativas de passe consecutivos, sem interceptação, para iniciar uma carreira: 176, Dak Prescott, 2016
- Maior número de tentativas de passe consecutivos, sem touchdown, para iniciar uma carreiraː 228, Ryan Lindley, 2012–2014
- Maior número de tentativas de passe consecutivos, sem touchdown: 231, Bobby Hoying, 1998–2000
- Maior número de tentativas de passes consecutivos, sem touchdown, em uma temporadaː 224, Bobby Hoying, 1998
- Maior número de tentativas de passes em uma partidaː 70, Drew Bledsoe; 13 de Novembro, 1994 (OT)
- Maior número de tentativas de passes em uma partida sem overtime: 69, Vinny Testaverde 24 de Dezembro, 2000
- Maior número de tentativas de passes em uma partida, com o passer rating perfeito (158.3)ː 32, Ken O'Brien Nov 2, 1986
- Maior número de temporadas com +500 tentativas de passeː 16, Brett Favre, 1993–2009
- Maior número de temporadas com +550 tentativas de passe: 11, Peyton Manning, 1998, 2000, 2002–2003, 2006, 2008–2010, 2012–2014

### Passes completados
- Maior número de temporadas liderando a ligaː 6, Dan Marino 1984–1986, 1988, 1992, 1997
- Maior número de temporadas consecutivas liderando a ligaː 3, George Blanda 1963–1965, Dan Marino 1984–1986
- Maior número de passes completados na carreiraː 6,300, Brett Favre, 1991–2010
- Maior número de passes completados em uma temporadaː 471, Drew Brees, 2016
- Maior número de passes completados por partida na carreiraː 25.05, Drew Brees, (5,836 Passing completions/233 partidas), 2001–2016
- Maior número de passes completados por partida em uma temporada: 29.44, Drew Brees, 2016
- Maior número de passe completados em uma temporada, por um calouroː 379, Carson Wentz, 2016
- Maior número de temporadas com +300 passes completadosː 18, Brett Favre, 1992–2009
- Maior número de temporadas com +350 passes completadosː 11, Drew Brees, 2006–2016
- Maior número de temporadas com +400 passes completadosː 9, Drew Brees, 2007–2008, 2010–2016.
- Maior número de temporadas consecutivas com +300 passes completadosː 18, Brett Favre 1992–2009
- Maior número de temporadas consecutivas com +350 passes completadosː 11, Drew Brees, 2006–2016
- Maior número de temporadas consecutivas com +400 passes completadosː 7, Drew Brees, 2010–2016
- Maior número de passes completados em uma partidaː 45, Drew Bledsoe 13 de Novembro, 1994(OT)
- Maior número de passes completados em uma partida sem overtime: 43, Rich Gannon 15 de Setembro,2002; Phillip Rivers 18 de Outubro, 2015
- Maior número de passes completados em uma partida, com passer rating perfeito (158.3)ː 26, Ken O'Brien 2 de Novembro, 1986
- Maior número de passes completos consecutivosː 25, Ryan Tannehill, 18 de Outubro - 25 de Outubro, 2015 (últimos 7 passes completos em 18 de Outubro 2015 e os 18 primeiros passes em 25 de outubro, 2015)
- Maior número de partidas com passes completadosː 299, Brett Favre, 1992–2010
- Maior número de partidas consecutivas com passes completadosː 298, Brett Favre, 1992–2010
- Maior número de partidas consecutivas com 20 passes completadosː 57, Drew Brees, 2009–2013
- Maior número de partidas com 20 passes completados na carreiraː 202, Peyton Manning, 1998–2015
- Maior número de partidas com 25 passes completados na carreiraː 132, Drew Brees, 2002–2016.
- Maior número de partidas com 30 passes completados na carreiraː 57, Drew Brees, 2005–2016.
- Maior número de partidas com 35 passes completados na carreiraː 19, Drew Brees, 2005–2016.
- Maior número de partidas com 40 passes completados na carreiraː 2, Ben Roethlisberger, 2014–2015
- Maior número de partidas com 20 passes completados em uma temporadaː 16, Drew Brees, 2010–2012
- Maior número de partidas com 25 passes completados em uma temporadaː 14, Drew Brees 2011
- Maior número de partidas com 30 passes completados em uma temporadaː 9, Drew Brees 2011
- Maior número de partidas com 35 passes completados em uma temporadaː 4, Drew Brees 2016

### Porcentagem de passes completados
- Maior número de temporadas liderando a ligaː 8, Len Dawson, 1962, 1964–1969, 1975
- Maior número de temporadas consecutivas liderando a liga: 6, Len Dawson, 1964–1969
- Maior porcentagem de passes completados na carreira (mínimo 1,500 tentativas): 66.64, Drew Brees (5,836 passes completados/8,758 tentativas), 2001–2016.
- Maior porcentagem de passes completados em uma temporada (entre jogadores qualificados): 71.56, Sam Bradford, 2016 (395/552)
- Maior porcentagem de passes completados em uma temporada, por um calouro: 67.8, Dak Prescott, 2016 (311/459)
- Maior porcentagem de passes completados em uma partida (mínimo 15 tentativas): 94.7, Alex Smith; 29 de Outubro, 2012 (18/19) e Ryan Tannehill; 25 de Outubro, 2015 (18/19)
- Maior número de partidas com, pelo menos, 80% de passes completados na carreira (mínimo 20 tentativas por partida): 18, Peyton Manning, 2000–2014; Drew Brees, 2004–2016.
- Maior número de partidas com, pelo menos, 80% de passes completados em uma temporada (mínimo 20 tentativas por partida): 3, Ben Roethlisberger, 2007; Brett Favre, 2009; Drew Brees, 2011, 2014; Philip Rivers, 2013; Peyton Manning, 2013–2014; Kirk Cousins, 2015
- Maior número de partidas com, pelo menos, 80% de passes completados e sem interceptação na carreira (mínimo 20 tentativas por partida): 16, Drew Brees, 2004–2016.
- Maior número de partidas com, pelo menos, 80% de passes completados e sem interceptação em uma temporada (mínimo 20 tentativas por partida): 3, Brett Favre, 2009; Peyton Manning, 2013–2015; Drew Brees, 2014; Kirk Cousins, 2015
- Maior número de partidas com, pelo menos, 75% de passes completados na carreira (mínimo 20 tentativas por partida): 50, Drew Brees, 2004–2016.
- Maior número de partidas com, pelo menos, 75% de passes completados em uma temporada (mínimo 20 tentativas por partida): 8, Tom Brady, 2007
- Maior número de partidas com, pelo menos, 75% de passes completados e sem interceptação na carreira (mínimo 20 tentativas por partida): 38, Drew Brees, 2004–2016.
- Maior número de partidas com, pelo menos, 75% de passes completados e sem interceptação em uma temporada (mínimo 20 tentativas por partida): 6, Tom Brady, 2007
- Maior número de partidas com, pelo menos, 70% de passes completados na carreira (mínimo 20 tentativas por partida): 84, Peyton Manning, 1998–2015
- Maior número de partidas com, pelo menos, 70% de passes completados em uma temporada (mínimo 20 tentativas por partida): 10, Drew Brees, 2011; Peyton Manning, 2012
- Maior número de partidas com, pelo menos, 70% de passes completados e sem interceptação na carreira (mínimo 20 tentativas por partida): 54, Drew Brees, 2004–2016.
- Maior número de partidas com, pelo menos, 70% de passes completados e sem interceptação em uma temporada (mínimo 20 tentativas por partida): 3, Drew Brees, 2009, 2011, 2016
- Maior número de temporadas com, pelo, menos 60̥ de passes completados (mínimo 100 tentativas por temporada)ː 15, Peyton Manning, 1999–2010, 2012–2014
- Maior porcentagem de passes completados em uma partida (mínimo 500 jardas de passe)ː 81.63, Ben Roethlisberger; 26 de Outubro, 2014
- Maior porcentagem de passes completados em uma partida de pós-temporada (mínimo 450 jardas de passe): 81.82, Peyton Manning; 9 de Janeiro, 2005
- Maior porcentagem de passes completados em uma partida de temporada regular: 81.63, Ben Roethlisberger; 26 de Outubro, 2014
- Maior porcentagem de passes completados em uma partida (mínimo 400 jardas de passe)ː 83.3, Philip Rivers; 29 de Setembro, 2013
- Maior porcentagem de passes completados em uma partida (mínimo 350 jardas de passe)ː 89.5, Rich Gannon; 11 de Novembro, 2002
- Maior porcentagem de passes completados em uma partida (mínimo 300 jardas de passe)ː 94.4, Craig Morton; 27 de Setembro, 1981
- Maior porcentagem de passes completados em uma partida (7 passes para TD)ː 78.57, Nick Foles 3 de Novembro, 2013
- Maior porcentagem de passes completados em uma partida (mínimo 6 passes para TD)ː 85.3, Tom Brady 18 de Outubro, 2009
- Maior porcentagem de passes completados em uma partida (mínimo 5 passes para TD)ː 92.3, Frank Ryan 12 de Dezembro, 1964
- Maior porcentagem de passes completados em uma partida (mínimo 4 passes para TD)ː 94.7, Ryan Tannehill 25 de Outubro, 2015
- Maior porcentagem de passes completados em uma partida (mínimo 3 passes para TD)ː 94.7, Alex Smith 29 de Outubro, 2012; Ryan Tannehill 25 de Outubro, 2015

### Jardas de passe
- Maior número de temporadas liderando a ligaː 7, Drew Brees 2006, 2008, 2011–2012, 2014–2016.
- Maior número de temporadas consecutivas liderando a ligaː 4, Dan Fouts 1979–1982
- Maior número de jardas de passe na carreiraː 71,968, Drew Bees, 2001-presente
- Maior número de jardas de passe por partida na carreiraː 283.74, Drew Brees, (66,111 jardas/233 partidas), 2001–2016.
- Maior número de jardas de passe por partida em uma temporadaː 342.31, Peyton Manning, (5,477 jardas/16 partidas) 2013
- Maior número de temporadas com + 2000 jardas de passeː 19, Brett Favre, 1992–2010
- Maior número de temporadas com + 2500 jardas de passeː 19, Brett Favre, 1992–2010
- Maior número de temporadas com + 3000 jardas de passeː 18, Brett Favre, 1992–2009
- Maior número de temporadas com + 3500 jardas de passeː 16, Peyton Manning, 1998–2010, 2012–2014
- Maior número de temporadas com + 4000 jardas de passeː 14, Peyton Manning, 1999–2004, 2006–2010, 2012–2014
- Maior número de temporadas com + 4500 jardas de passeː 8, Drew Brees, 2008, 2010–2016.
- Maior número de temporadas com + 5000 jardas de passe ː 5, Drew Brees, 2008, 2011–2013, 2016
- Maior número de temporadas consecutivas com + 2000 jardas de passeː 19, Brett Favre, 1992–2010
- Maior número de temporadas consecutivas com + 2500 jardas de passeː 19, Brett Favre, 1992–2010
- Maior número de temporadas consecutivas com + 3000 jardas de passeː 18, Brett Favre, 1992–2009
- Maior número de temporadas consecutivas com + 3500 jardas de passeː 13, Peyton Manning, 1998–2010
- Maior número de temporadas consecutivas com + 4000 jardas de passeː 11, Drew Brees, 2006–2016.
- Maior número de temporadas consecutivas com + 4500 jardas de passeː 7, Drew Brees 2010–2016.
- Maior número de temporadas consecutivas com + 5000 jardas de passeː 3, Drew Brees 2011–2013
- Maior número de jardas de passe em uma temporadaː 5,477, Peyton Manning 2013
- Maior número de jardas de passe em uma temporada, por um calouroː 4,374, Andrew Luck 2012
- Maior número de jardas de passe combinadas em uma partidaː 1,000, Matthew Stafford, (520) and Matt Flynn, (480) 1 de Janeiro, 2012
- Maior número de jardas de passe em uma partidaː 554, Norm Van Brocklin 28 de Setembro. 1951
- Maior número de jardas de passe em qualquer metade de partidaː 373, Kurt Warner 28 de Setembro, 2008
- Maior número de jardas de passe em qualquer quartoː 252, Tom Brady 18 de Outubro, 2009; Boomer Esiason 10 de Novembro, 1996
- Maior número de jardas de passe em uma partida, com passer rating perfeito (158.3)ː 431, Ken O'Brien 11 de Novembro, 1986
- Maior número de jardas de passe em uma partida, por um calouroː 433, Andrew Luck 4 de Novembro, 2012
- Maior número de jardas de passe, em uma primeira partida da NFLː 422, Cam Newton, Sep 11, 2011
- Maior número de partidas com +150 jardas de passe na carreiraː 269, Brett Favre, 1992–2010
- Maior número de partidas com +200 jardas de passe na carreiraː 222, Peyton Manning, 1998–2015
- Maior número de partidas com +250 jardas de passe na carreiraː 168, Peyton Manning, 1998–2015
- Maior número de partidas com +300 jardas de passe na carreiraː 106, Drew Brees, 2002–2016.
- Maior número de partidas com +350 jardas de passe na carreiraː 55, Drew Brees, 2002–2016.
- Maior número de partidas com +400 jardas de passe na carreiraː 15, Drew Brees, 2001–2016.
- Maior número de partidas com +450 jardas de passe na carreiraː 4, Dan Marino, 1984–1995
- Maior número de partidas com +500 jardas de passe na carreiraː 3, Ben Roethlisberger, 2009–2014-2017
- Maior número de partidas com +250 jardas de passe em uma temporadaː 16, Drew Brees, 2011
- Maior número de partidas com +300 jardas de passe na carreiraː 13, Drew Brees, 2011
- Maior número de partidas com +350 jardas de passe na carreiraː 8, Drew Brees, 2011; Peyton Manning 2013
- Maior número de partidas com +400 jardas de passe na carreiraː 4, Dan Marino, 1984; Peyton Manning 2013
- Maior número de partidas consecutivas com +200 jardas de passeː 55, Matt Ryan, since 2013.
- Maior número de partidas consecutivas com +250 jardas de passeː 18, Drew Brees, 2010–2012
- Maior número de partidas consecutivas com +300 jardas de passeː 9, Drew Brees 2011–2012, 2012–2013
- Maior número de partidas consecutivas com +350 jardas de passeː 4, Drew Brees 2011; Matthew Stafford, 2011–2012
- Maior número de partidas consecutivas com +400 jardas de passeː 2; Dan Fouts, 1982; Dan Marino, 1984; Phil Simms, 1985; Billy Volek, 2004; Matt Cassel, 2008; Cam Newton, 2011, Tom Brady, 2011; Philip Rivers, 2013
- Passe mais longo completadoː 99 jardas, por 13 jogadores, mais recentemente por Eli Manning 24 de Dezembro, 2011
- Jogador mais novo com 3000 jardas de passeː Jameis Winston (21 anos, 341 dias) 13 de Dezembro, 2015
- Jogador mais novo com 4000 jardas de passeː Jameis Winston (21 anos, 362 anos) 3 de Janeiro, 2016

### Média de jardas de passe
- Maior número de temporadas liderando a ligaː 7, Sid Luckman, 1939–43, 1946–47
- Maior número de temporadas consecutivas liderando a ligaː 5, Sid Luckman, 1939–43
- Maior número de jardas de passe por tentativa na carreira (mínimo 1500 tentativas)ː 8.63 (13,499 jardas em, 1,565 tentativa), Otto Graham, 1950–1955
- Maior número de jardas de passe por tentativas na carreira (entre jogadores qualificados)ː 11.17 (1,229 em 110 tentativa), Tommy O'Connell, 1957
- Maior número de jardas de passe por tentativas em uma temporada, por um calouro ː 9.41 (1,854 jardas em 197 tentativa), Greg Cook, 1969
- Maior número de jardas por tentativa em uma partidaː18.58 (446 jardas em 24 tentativa) Sammy Baugh; 31 de Outubro, 1948

### Touchdowns de passe

#### Carreira
- Maior número de touchdowns de passes na carreiraː 540, Drew Brees, 2001-2019
- Maior número de partidas com +1 passes de TD na careira: 249, Brett Favre, 1992–2010
- Maior número de partidas com +2 passes de TD na careira: 165, Peyton Manning, 1998–2015
- Maior número de partidas com +3 passes de TD na careira: 93, Peyton Manning, 1998–2015
- Maior número de partidas com +4 passes de TD na careira: 35, Peyton Manning, 2000–2015
- Maior número de partidas com +5 passes de TD na careira: 10, Drew Brees, 2004–2016.
- Maior número de partidas com +6 passes de TD na careira: 3, Peyton Manning, 2003–2015
- Maior número de partidas com +7 passes de TD na careira: 1; Sid Luckman,1943; Adrian Burk, 1954; George Blanda, 1961; Y.A. Tittle, 1962; Joe Kapp, 1969; Peyton Manning, 2013; Nick Foles, 2013; Drew Brees, 2015
- Maior porcentagem de passes para touchdown na carreira, sem contar as tentativas de passe normais (mínimo de 120 passes de touchdown): 7.856, Sid Luckman, (137 Passes TD/1,744 tentativas) 1939–1950
- Maior número de passes para TD de +95 jardasː 2, Joe Montana
- Maior número de passes para TD de +90 jardasː 3, Bill Wade & Joe Montana
- Maior número de passes para TD de +85 jardasː 4, Norm Snead, Ed Brown, Craig Morton, & Jim Plunkett
- Maior número de passes para TD de +80 jardasː 9, Brett Favre
- Maior número de passes para TD de +75 jardasː14, Brett Favre
- Maior número de passes para TD de +70 jardasː 16, Peyton Manning & Aaron Rodgers
- Maior número de passes para TD de +65 jardasː 24, Brett Favre
- Maior número de passes para TD de +60 jardasː: 29, Johnny Unitas
- Maior número de passes para TD de +55 jardasː 37, Johnny Unitas
- Maior número de passes para TD de +50 jardasː 51, Johnny Unitas
- Maior número de passes para TD de +45 jardasː: 56, Johnny Unitas
- Maior número de passes para TD de +40 jardasː 70, Johnny Unitas
- Maior número de passes para TD de +35 jardasː 91, Peyton Manning
- Maior número de passes para TD de +30 jardasː 120, Peyton Manning
- Maior número de passes para TD de +25 jardasː 156, Peyton Manning
- Maior número de passes para TD de +20 jardasː 193, Peyton Manning
- Maior número de passes para TD de +15 jardasː 246, Peyton Manning
- Maior número de passes para TD de +10 jardasː 323, Peyton Manning
- Maior número de passes para TD de +5 jardasː 420, Peyton Manning
- Maior número de passes para TD de 1-4 jardasː 118, Peyton Manning
- Maior número de passes para TD na redzoneː 348, Peyton Manning
- Maior número de passes para TD de 1 jardaː 37, Brett Favre
- Maior diferença de passes de touchdown no período de vinte anos: 136, Brett Favre (414–278), 2nd: Dan Marino; (1987–2006), (442–306), 2nd: Peyton Manning; (1988–2007)
- Maior diferença de passes de touchdown no período de dezenove anos: 139, Brett Favre (414–275, 2nd: Peyton Manning; 1988–2006)
- Maior diferença de passes de touchdown no período de dezoito anos: 139, Brett Favre (414–275, 2nd: Peyton Manning; 1989–2006)
- Maior diferença de passes de touchdown no período de dezessete anos: 145, Brett Favre (396–251, 2nd: Vinny Testeverde; 1989–2005)
- Maior diferença de passes de touchdown no período de dezesseis anos: 152, Brett Favre (396–244, 2nd: Drew Bledsoe/Peyton Manning; 1990–2005)
- Maior diferença de passes de touchdown no período de quinze anosː 152, Brett Favre (396–244, 2nd: Drew Bledsoe/Peyton Manning; 1991–2005)
- Maior diferença de passes de touchdown no período de quatorze anos: 155, Brett Favre (376–221, 2nd: Drew Bledsoe; 1991–2004)
- Maior diferença de passes de touchdown no período de treze anosː 155, Brett Favre (376–221, 2nd: Drew Bledsoe; 1992–2004)
- Maior diferença de passes de touchdown no período de doze anosː 145, Brett Favre (346–201, 2nd: Drew Bledsoe; 1992–2003)
- Maior diferença de passes de touchdown no período de onze anosː127, Brett Favre (328–201, 2nd: Drew Bledsoe; 1993–2003)
- Maior diferença de passes de touchdown no período de dez anosː 123, Brett Favre (309–186, 2nd: Drew Bledsoe; 1994–2003)
- Maior diferença de passes de touchdown no período de dez anos, como titularː 106, Brett Favre (287–181, 2nd: Steve Young; 1992–2001)
- Maior diferença de passes de touchdown no período de nove anosː 109, Brett Favre (276–167, 2nd: Peyton Manning; 1995–2003)
- Maior diferença de passes de touchdown no período de oito anosː 99, Brett Favre (250–151, 2nd: Drew Bledsoe; 1994–2001)
- Maior diferença de passes de touchdown no período de sete anosː 83, Brett Favre (217–134, 2nd: Vinny Testeverde; 1995–2001)
- Maior diferença de passes de touchdown no período de seis anosː 66, Brett Favre (198–132, 2nd: Drew Bledsoe; 1994–1999)
- Maior diferença de passes de touchdown no período de cinco anosː 58, Brett Favre (168–107, 2nd: Drew Bledsoe; 1995–1999)
- Maior diferença de passes de touchdown no período de quatro anosː 50, Brett Favre (145–95, 2nd: John Elway; 1994–1997)
- Maior diferença de passes de touchdown no período de três anosː 42, Dan Marino (122–80, 2nd: Dave Krieg; 1984–1986)
- Maior diferença de passes de touchdown no período de dois anosː 26, Dan Marino (70–44, 2nd: Dave Krieg; 1986–1987)
- Maior diferença de passes de touchdown no período de um anosː 19, Dan Marino (44–25, 2nd: Ken O'Brien; 1986)

#### Temporada regular
- Maior número de temporadas liderando a ligaː 4, Johnny Unitas, 1957–1960; Steve Young, 1992–1994, 1998; Brett Favre, 1995–1997, 2003; Drew Brees, 2008–2009, 2011–2012; Peyton Manning, 2000, 2004, 2006, 2013; Tom Brady, 2002, 2007, 2010, 2015
- Maior número de temporadas consecutivas liderando a ligaː 4, Johnny Unitas, 1957–60
- Maior número de passes para touchdown em uma temporadaː 55, Peyton Manning, 2013
- Maior número de passes para touchdown em uma temporada, por um calouroː 27, Baker Mayfield, 2018
- Maior número de passes para touchdown, em uma temporada, em casaː 29, Drew Brees, 2011
- Maior número de passes para touchdown em uma temporada, fora de casaː 29, Tom Brady, 2007
- Maior número de +1 passes para touchdowns em uma temporadaː 16, Dan Marino, 1984, 1986; Dave Krieg, 1984; Kurt Warner, 1999; Brett Favre, 2003; Daunte Culpepper, 2004; Tom Brady, 2010–2012; Drew Brees, 2010–2011, 2013–2014; Matthew Stafford, 2011; Peyton Manning, 2012–2013; Philip Rivers, 2013; Ben Roethlisberger, 2013; Kirk Cousins, 2015; Russell Wilson, 2015; Matt Ryan, 2016
- Maior número de +2 passes para touchdowns em uma temporadaː 15, Dan Marino, 1984; Peyton Manning, 2013
- Maior número de +3 passes para touchdowns em uma temporadaː 12, Tom Brady, 2007
- Maior número de +4 passes para touchdowns em uma temporadaː 9, Peyton Manning, 2013
- Maior número de +5 passes para touchdowns em uma temporadaː4, Peyton Manning, 2004
- Maior número de +6 passes para touchdowns em uma temporadaː 2, Ben Roethlisberger, 2014; Daryle Lamonica, 1969; Y.A. Tittle, 1962
- Maior porcentagem de passes para touchdown fora as tentativas de passe em uma temporadaː13.9, Sid Luckman, 1943
- Maior número de temporadas consecutivas com passes para touchdownː 21, Vinny Testaverde, 1987–2007
- Maior número de temporadas consecutivas com +20 passes para touchdownsː 16, Peyton Manning, 1998–2014
- Maior número de temporadas consecutivas com +25 passes para touchdownsː 16, Peyton Manning, 1998–2014
- Maior número de temporadas consecutivas com +30 passes para touchdownsː 9, Drew Brees, 2008–2016.
- Maior número de temporadas consecutivas com +35 passes para touchdownsː 3, Brett Favre, 1995–1997; Drew Brees, 2011–2013; Peyton Manning, 2012–2014
- Maior número de temporadas consecutivas com +40 passes para touchdownsː 2, Drew Brees, 2011–2012
- Maior número de temporadas com +20 passes para touchdownsː 16, Peyton Manning, 1998–2010, 2012–2014
- Maior número de temporadas com +25 passes para touchdownsː 16, Peyton Manning, 1998–2010, 2012–2014
- Maior número de temporadas com +30 passes para touchdownsː 9, Drew Brees, 2008–2016; Brett Favre, 1994–1998, 2001, 2003–2004, 2009; Peyton Manning, 2000, 2004, 2006, 2007, 2009, 2010, 2012–2014.
- Maior número de temporadas com +35 passes para touchdownsː 4, Peyton Manning, 2004, 2012–2014; Tom Brady, 2007, 2010–2011, 2015; Aaron Rodgers, 2011–2012, 2014, 2016; Drew Brees, 2011–2013, 2016.
- Maior número de temporadas com +40 passes para touchdownsː 2, Dan Marino, 1984, 1986; Drew Brees, 2011, 2012; Peyton Manning, 2004, 2013; Aaron Rodgers, 2011, 2016
- Maior número de temporadas com +45 passes para touchdownsː 2, Peyton Manning, 2004, 2013
- Maior número de temporadas com +50 passes para touchdownsː 1, Tom Brady, 2007; Peyton Manning, 2013
- Maior número de partidas consecutivas fora de casa com +1 passes para touchdown: 41, Tony Romo, 2009–2014
- Maior número de partidas consecutivas em casa com +1 passes para touchdown: 60, Drew Brees, 2009–2016
- Maior número de partidas consecutivas com +1 passes para touchdown: 54, Drew Brees, 2009–2012
- Maior número de partidas consecutivas contínuas com +1 passes para touchdown: 52, Tom Brady, 2010–2013
- Maior número de partidas consecutivas com +2 passes para touchdown: 15, Peyton Manning, 2013–2014
- Maior número de partidas consecutivas com +3 passes para touchdown: 10, Tom Brady 2007
- Maior número de partidas consecutivas com +4 passes para touchdown: 5, Peyton Manning 2004
- Maior número de partidas consecutivas com +5 passes para touchdown: 2, Ben Roethlisberger 2014, Tom Brady 2007, Daunte Culpepper 2004, Tom Flores (AFL) 1963,
- Maior número de partidas consecutivas com +6 passes para touchdown: 2, Ben Roethlisberger 2014
- Maior número de partidas consecutivas com passes para touchdown, sem interceptação, em casa: 49, Aaron Rodgers

#### Partida
- Maior número de touchdowns em uma partida: 7, Sid Luckman 14 de Novembro,1943; Adrian Burk 17 de Outubro,1954; George Blanda 19 de Outubro,1961; Y.A. Tittle 28 de Outubro,1962; Joe Kapp 28 de Setembro,1969; Peyton Manning 5 de Setembro-2013; Nick Foles 3 de Novembro, 2013; Drew Brees 1 de Novembro, 2015
- Maior número de passes para touchdowns em uma partida, por um calouroː 5, Jameis Winston 22 de Novembro, 2015, Matthew Stafford 22 de Novembro, 2009, Ray Buivid 5 de Dezembro, 1937
- Maior número de passes para touchdowns, no primeiro tempo de uma partidaː 6, Daryle Lamonica on 19 de Outubro,1969; Aaron Rodgers 9 de Novembro,2014
- Maior número de passes para touchdowns, no primeiro tempo de uma partida, por um calouroː 4, Jameis Winston 22 de Novembro, 2015, Marcus Mariota 13 de Setembro, 2015.
- Maior número de passes para touchdowns, em um quartoː 5, Tom Brady 18 de Outubro, 2009
- Maior número de passes para touchdowns, sem interceptações em uma partidaː 7, Y.A. Tittle 28 de Outubro,1962; Peyton Manning 5 de Setembro,2013; Nick Foles 3 de Novembro,2013
- Maior número de passes para touchdown, com o passer rating perfeito (158.3) em uma partidaː 7 Nick Foles 3 de Novembro, 2013
- Maior número de passes para touchdowns por partida, como titular, em uma temporada regularː 2.2, Aaron Rodgers, (297 Passes para TD/135 partidas como titular), 2008–2016.
- Maior número de passes para touchdowns por partida, em uma temporada regularː 2.09, Aaron Rodgers, (297 Passes para TD/142 partidas), 2008–2016.
- Maior porcentagem de passes para touchdown fora as tentativas de passes em uma partidaː 35.3, Daryle Lamonica, (6 Passes para TD/17 partidas) 21 de Dezembro,1969

### Interceptações lançadas
- Maior número de temporadas liderando a ligaː 4, Vinny Testaverde, 1988–1989, 2000, 2004
- Maior número de passes interceptados na carreiraː 336, Brett Favre, 1991–2010
- Maior número de passes interceptados em uma temporada: 42, George Blanda, 1962
- Maior número de passes interceptados em uma temporada, por um calouroː 28, Peyton Manning, 1998
- Maior número de passes interceptados em uma partidaː 8, Jim Hardy 24 de Setembro,1950
- Maior número de tentativas de passes, sem interceptaçãoː 358, Tom Brady 2010–2011
- Maior número de tentativas consecutivas de passe, sem pick 6ː 4,657, Aaron Rodgers, desde 8 de Novembro,2009.
- Maior número de pick 6 em um quarto: 3, Ed Baker, Dec 17, 1972; Paul Christman 5 de Novembro, 1950
- Maior número de pick 6 em uma partidaː 3, many times, most recently: Eli Manning,25 de Novembro, 2007
- Maior número de pick 6 em uma temporada: 6, Peyton Manning, 2001; Rudy Bukich, 1966
- Maior número de partidas consecutivas com pick 6: 4, Matt Schaub, 2013
- Maior número de pick 6 na carreiraː 31, Brett Favre, 1991–2010
- Maior número de passes completados, sem interceptação, em casaː 587, Aaron Rodgers, 2012–2015
- Maior número de passes completados, sem interceptação, fora de casaː 293, Tom Brady, 27 de Dezembro, 2015–presente
- Maior número de passes completados, sem interceptação, em uma temporada, por um calouroː 176, Dak Prescott 2016
- Maior número de passes completados, sem interceptação, em uma temporada, para começar a carreiraː 176, Dak Prescott 2016
- Maior número de passes completados, sem interceptação, em uma temporada, para começar a temporadaː 286, Bernie Kosar 1991
- Maior número de tentativas de passe, sem interceptação em uma partida: 70 Drew Bledsoe 13 de Novembro, 1994
- Maior número de passes completados, sem interceptação, em uma partida: 45 Drew Bledsoe 13 de Novembro, 1994
- Maior número de jardas de passe, sem interceptação, em uma partida: 527, Warren Moon 16 de Dezembro, 1990
- Maior número de passes para touchdown, sem intercapção, em uma partida: 7, Y.A. Tittle, 28 de Outubro, 1962; Peyton Manning, 5 de Setembro, 2013; Nick Foles, 3 de Novembro, 2013
- Maior número de partidas com +1 interceptações na careira: 196, Brett Favre 1991–2010
- Maior número de partidas com +2 interceptações na careira: 94, Brett Favre 1991–2010
- Maior número de partidas com +3 interceptações na careira: 39, Brett Favre 1992–2010
- Maior número de partidas com +4 interceptações na careira: 18, George Blanda 1960–1966
- Maior número de partidas com +5 interceptações na careira: 8, George Blanda 1962–1966, Joe Namath 1966–1976
- Maior número de partidas com +1 interceptações em uma temporada: 15, Richard Todd 1980
- Maior número de partidas com +2 interceptações em uma temporada: 12, Frank Tripucka 1960
- Maior número de partidas com +3 interceptações em uma temporada: 8, George Blanda 1962; Al Dorow 1961
- Maior número de partidas com +4 interceptações em uma temporada: 6, George Blanda 1962
- Maior número de partidas com +5 interceptações em uma temporada: 3, George Blanda 1962
- Maior número de partidas com +200 jardas e nenhuma interceptação na carreira: 102, Tom Brady, 2001–2016.
- Maior número de partidas com +250 jardas e nenhuma interceptação na carreira: 75, Tom Brady, 2001–2016.
- Maior número de partidas com +300 jardas e nenhuma interceptação na carreira: 45, Drew Brees, 2004–2016.
- Maior número de partidas com +350 jardas e nenhuma interceptação na carreira: 21, Tom Brady, 2001–2016.
- Maior número de partidas com +400 jardas e nenhuma interceptação na carreira: 9, Drew Brees, 2007–2016.
- Maior número de partidas com +450 jardas e nenhuma interceptação na carreira: 2, Ben Roethlisberger, 2009–2014
- Maior número de partidas com +500 jardas e nenhuma interceptação na carreira: 2, Ben Roethlisberger, 2009–2014.
- Maior número de partidas com +200 jardas e nenhuma interceptação em uma temporada: 11, Tom Brady 2012; Aaron Rodgers 2014
- Maior número de partidas com +250 jardas e nenhuma interceptação em uma temporada: 10, Tom Brady 2007
- Maior número de partidas com +300 jardas e nenhuma interceptação em uma temporada: 8, Tom Brady 2007; Peyton Manning, 2013
- Maior número de partidas com +350 jardas e nenhuma interceptação em uma temporada: 6, Tom Brady 2007
- Maior número de partidas com +400 jardas e nenhuma interceptação em uma temporada: 2, Drew Brees 2011, 2012; Peyton Manning, 2013
- Maior número de partidas com +500 jardas e nenhuma interceptação em uma temporada: 1, Ben Roethlisberger, 2009, 2014; Derek Carr, 2016; Philip Rivers, 2015; Warren Moon, 1990; Y.A. Tittle, 1962
- Maior número de partidas consecutivas com +1 passes para touchdown e nenhuma interceptação: 11, Tom Brady, 2010
- Maior número de partidas consecutivas com +2 passes para touchdown e nenhuma interceptação: 9, Tom Brady, 2010
- Maior número de partidas consecutivas com +3 passes para touchdown e nenhuma interceptação: 5, Russell Wilson, 2015
- Maior número de partidas consecutivas com +4 passes para touchdown e nenhuma interceptação: 2, many players, most recent, Ben Roethlisberger, 2016.
- Maior número de partidas consecutivas com +5 passes para touchdown e nenhuma interceptação: 2, Tom Brady, 2007; Ben Roethlisberger, 2014
- Maior número de partidas consecutivas com +6 passes para touchdown e nenhuma interceptação: 2, Ben Roethlisberger, 2014
- Maior número de passes para touchdown consecutivo sem interceptação, em casa: 49, Aaron Rodgers
- Maior número de partidas consecutivas com +1 passes para touchdown e nenhuma interceptação, na carreira: 116, Tom Brady, 2001–2016.
- Maior número de partidas consecutivas com +2 passes para touchdown e nenhuma interceptação, na carreira: 90, Tom Brady, 2001–2016.
- Maior número de partidas consecutivas com +3 passes para touchdown e nenhuma interceptação, na carreira: 51, Tom Brady, 2001-2016; Peyton Manning, 1998–2015.
- Maior número de partidas consecutivas com +4 passes para touchdown e nenhuma interceptação, na carreira: 21, Tom Brady, 2001–2016.
- Maior número de partidas consecutivas com +5 passes para touchdown e nenhuma interceptação, na carreira: 7, Drew Brees, 2004–2014
- Maior número de partidas consecutivas com +6 passes para touchdown e nenhuma interceptação, na carreira: 3, Peyton Manning, 1998–2014
- Maior número de partidas consecutivas com 7 passes para touchdown e nenhuma interceptação, na carreira: 1, Y.A. Tittle, 10-28-1962; Peyton Manning, 9 de maio de 2013; Nick Foles, 11 de março de 2013
- Maior número de partidas consecutivas com +1 passes para touchdown e nenhuma interceptação,em uma temporada: 14, Tom Brady 2010
- Maior número de partidas consecutivas com +2 passes para touchdown e nenhuma interceptação,em uma temporada: 11, Tom Brady 2010, Aaron Rodgers 2014
- Maior número de partidas consecutivas com +3 passes para touchdown e nenhuma interceptação,em uma temporada: 8, Tom Brady 2007, Aaron Rodgers 2014
- Maior número de partidas consecutivas com +4 passes para touchdown e nenhuma interceptação,em uma temporada: 6, Peyton Manning, 2013
- Maior número de partidas consecutivas com +5 passes para touchdown e nenhuma interceptação,em uma temporada: 3, Tom Brady 2007
- Maior número de partidas consecutivas com +6 passes para touchdown e nenhuma interceptação,em uma temporada: 2, Ben Roethlisberger 2014
- Maior número de partidas consecutivas com 7 passes para touchdown e nenhuma interceptação,em uma temporada: 1, Y.A. Tittle, 10-28-1962; Peyton Manning, 9 de maio de 2013; Nick Foles, 11 de março de 2013
- Maior número de partidas com +20 passes completados e sem interceptação na carreira: 85, Tom Brady, 2001–2016.
- Maior número de partidas com +30 passes completados e sem interceptação na carreira: 26, Drew Brees, 2006–2016.
- Maior número de partidas com +20 passes completados e sem interceptação em uma temporada: 10, Tom Brady, 2007, 2010
- Maior número de partidas com +30 passes completados e sem interceptação em uma temporada: 5, Tom Brady 2007, Drew Brees 2011, 2015
- Maior número de partidas com +30 tentativas de passes e sem interceptação na carreira: 87, Tom Brady, 2001–2016.
- Maior número de partidas com +40 tentativas de passes e sem interceptação na carreira: 27, Drew Brees, 2002–2016; Tom Brady, 2001–2016.
- Maior número de partidas com +50 tentativas de passes e sem interceptação na carreira: 8, Tom Brady, 2001–2016.
- Maior número de partidas com +30 tentativas de passes e sem interceptação em uma temporada: 10, Tom Brady 2012
- Maior número de partidas com +40 tentativas de passes e sem interceptação em uma temporada: 5, Peyton Manning 2013

### Relação/Diferença de touchdown/passe/interceptação
- Melhor diferença touchdown-passe-intercepção em uma partida: +7 (7 TDs, 0 INTs), Y.A. Tittle, 10-28-1962; Peyton Manning, 9 de maio de 2013; Nick Foles, 11 de março de 2013
- Melhor diferença touchdown-passe-intercepção em uma temporada: +45 (55 TDs, 10 INTs), Peyton Manning, 2013
- Melhor diferença touchdown-passe-intercepção em uma temporada, por um calouro: +19 (23 TDs, 4 INTs), Dak Prescott, 2016
- Melhor relação touchdown-passe-intercepção em uma temporada, por um calouro: 5.75: 1 (23 TDs, 4 INTs), Dak Prescott, 2016
- Melhor diferença touchdown-passe-intercepção na carreira: +304 (456 TDs, 152 INTs), Tom Brady, 2001–2016.
- Melhor relação touchdown-passe-intercepção na carreira: 4.13: 1 (297 TDs, 72 INTs), Aaron Rodgers, 2005–2016.
- Melhor relação touchdown-passe-intercepção em uma temporada: 14: 1 (28 TDs, 2 INTs), Tom Brady, 2016 (minimum 12 TD passes).
- Melhor relação touchdown-passe-intercepção na carreira: 511.49: 1 (36,827 jardas, 72 INTs), Aaron Rodgers, 2005–2016.
- Melhor relação touchdown-passe-intercepção em uma partida: 1,777: 1 (3,554 jardas, 2 INTs), Tom Brady, 2016 (minimum 2,000 jardas de passe).

### Menores porcentagens por passes interceptados
- Maior número de temporadas liderando a liga: 5, Sammy Baugh, 1940, 1942, 1944–45, 1947
- Menor porcentagem de passes por passes interceptados na carreira (mínimo 1500 tentativas): 1.55 (72 INTs, 4,657 tentativas), Aaron Rodgers, 2005–2016.
- Menor porcentagem de passes por passes interceptados em uma temporada (mínimo 200 tentativas): 0.0 (0 INTs, 200 tentativas), Brian Hoyer, 2016
- Menor porcentagem de passes por passes interceptados em uma temporada, por um calouro: 0.87 (4 INTs, 459 tentativas), Dak Prescott, 2016

### Sacked(Sack)
- Maior número de vezes que sofreu sacks na careira: 525, Brett Favre 1991–2010
- Maior número de vezes que sofreu sacks em uma temporada: 76, David Carr 2002
- Maior número de vezes que sofreu sacks em uma partida: 12, Bert Jones 26 de Outubro, 1980; Warren Moon 29 de Setembro, 1985; Donovan McNabb 30 de Setembro, 2007
- Maior número de jardas perdidas por causa de sacks na carreira: 3,794, Dave Krieg
- Menor porcentagem de sacks (vezes que levou sack por tentativa de passe) em uma temporada: 1.2% (3 sacks, 255 tentativas de passe), Steve Walsh, 1991
- Menor porcentagem de sacks (vezes que levou sack por tentativa de passe) na carreira: 2.95%, Steve Walsh

## Recebendo[9]

#### Recepções
- Maior número de temporadas liderando a liga: 8, Don Hutson, 1936–37, 1939, 1941–45
- Maior número de temporadas consecutivas liderando a liga: 5, Don Hutson, 1941–45
- Maior número de recepções de passe na carreira: 1,549 Jerry Rice, 1985–2004
- Maior número de recepções de passe, sem fumbles, na carreira: 483, Ricky Sanders, 1986–2005
- Maior número de recepções de passe consecutivos, sem recepções para touchdown: 242, Thomas Jones, 2000–2007
- Maior número de recepções de passe, sem recepções para touchdown, na carreira: 201, Gerald Riggs, 1983–1991
- Maior número de recepções de passe, sem recepções para touchdown, em uma temporada: 85, James Wilder, 1984
- Maior média de recepção de passe por partida na carreira: 6.29, Julio Jones, (497 Recepções/79 partidas), 2011–2016
- Maior média de recepção de passe por partida em uma temporada: 8.94, Marvin Harrison, (143 Recepções/16 partidas), 2002
- Maior número de recepções de passe em uma temporada: 143, Marvin Harrison, 2002
- Maior número de recepções de passe em uma temporada, por um tight end: 110, Jason Witten, 2012
- Maior número de recepções de passe em uma temporada, por um running back: 102, Matt Forte, 2014
- Maior número de recepções de passe em uma temporada, por um calouro: 101, Anquan Boldin, 2003
- Maior número de recepções de passe em uma partida: 21, Brandon Marshall 13 de Dezembro, 2009
- Maior número de recepções de passe em um quarto: 13, Jason Witten 28 de Outubro, 2012
- Maior número de partidas consecutivas com +1 recepções de passes: 274, Jerry Rice 1985–2004
- Maior número de partidas consecutivas com +1 recepções de passes, para iniciar uma carreira: 190, Marvin Harrison 1996–2008
- Maior número de partidas consecutivas com +2 recepções de passes: 147, Tim Brown 1993–2002
- Maior número de partidas consecutivas com +3 recepções de passes: 82, Reggie Wayne 2009–2014
- Maior número de partidas consecutivas com +4 recepções de passes: 38, Julio Jones, 2013–presente
- Maior número de partidas consecutivas com +5 recepções de passes: 36, Antonio Brown 2013–2015
- Maior número de partidas consecutivas com +6 recepções de passes: 16, Marvin Harrison 2002–2003
- Maior número de partidas consecutivas com +7 recepções de passes: 14, Antonio Brown 2014–2015
- Maior número de partidas consecutivas com +8 recepções de passes: 8, Antonio Brown 2014
- Maior número de partidas consecutivas com +9 recepções de passes: 6, Marvin Harrison 2002
- Maior número de partidas consecutivas com +10 recepções de passes: 4, Calvin Johnson 2012
- Maior número de partidas consecutivas com +11 recepções de passes: 2, por 18 jogadores, mais recentemente, Julio Jones 2015
- Maior número de partidas consecutivas com +12 recepções de passes: 2, por 8 jogadores, mais recentemente, Julio Jones 2015
- Maior número de temporadas com +5 recepções de passe: 20, Jerry Rice 1985–2004
- Maior número de temporadas com +10 recepções de passe: 19, Jerry Rice 1985–2004
- Maior número de temporadas com +15 recepções de passe: 19, Jerry Rice 1985–2004
- Maior número de temporadas com +20 recepções de passe: 19, Jerry Rice 1985–2004
- Maior número de temporadas com +25 recepções de passe: 19, Jerry Rice 1985–2004
- Maior número de temporadas com +30 recepções de passe: 19, Jerry Rice 1985–2004
- Maior número de temporadas com +35 recepções de passe: 18, Jerry Rice 1985–2003
- Maior número de temporadas com +40 recepções de passe: 18, Jerry Rice 1985–2003
- Maior número de temporadas com +45 recepções de passe: 18, Jerry Rice 1985–2003
- Maior número de temporadas com +50 recepções de passe: 17, Jerry Rice 1986–2003
- Maior número de temporadas com +55 recepções de passe: 17, Jerry Rice 1986–2003
- Maior número de temporadas com +60 recepções de passe: 17, Jerry Rice 1986–2003
- Maior número de temporadas com +65 recepções de passe: 15, Jerry Rice 1986–2002
- Maior número de temporadas com +70 recepções de passe: 14, Tony Gonzalez 1999–2013
- Maior número de temporadas com +75 recepções de passe: 13, Jerry Rice 1986–2002
- Maior número de temporadas com +80 recepções de passe: 12, Jerry Rice 1986–2002
- Maior número de temporadas com +85 recepções de passe: 7, Andre Johnson 2006–2014, Jerry Rice 1986–2002, Marvin Harrison 1999–2006, Cris Carter 1993–2000, Brandon Marshall 2007–2015
- Maior número de temporadas com +90 recepções de passe: 6, Torry Holt 2002–2007, Marvin Harrison 1999–2006, Jerry Rice 1990–2002, Brandon Marshall 2007–2015, Larry Fitzgerald 2005–2015
- Maior número de temporadas com +95 recepções de passe: 6, Brandon Marshall 2007–2015
- Maior número de temporadas com +100 recepções de passe: 6, Brandon Marshall 2007–2015
- Maior número de temporadas com +105 recepções de passe: 5, Wes Welker 2007–2012
- Maior número de temporadas com +110 recepções de passe: 5, Wes Welker 2007–2012
- Maior número de temporadas com +115 recepções de passe: 3, Wes Welker 2009–2012
- Maior número de temporadas com +120 recepções de passe: 2, Cris Carter 1994–1995, Wes Welker 2009–2011, Antonio Brown 2014–2015
- Maior número de temporadas com +125 recepções de passe: 2, Antonio Brown 2014–2015
- Maior número de partidas com +5 recepções de passe, em uma temporada: 16, Jimmy Smith 2001, Pierre Garçon 2013, e Antonio Brown 2013–14
- Maior número de partidas com +6 recepções de passe, em uma temporada: 15, Marvin Harrison 2002
- Maior número de partidas com +7 recepções de passe, em uma temporada: 14, Antonio Brown 2014
- Maior número de partidas com +8 recepções de passe, em uma temporada: 12, Marvin Harrison 2002
- Maior número de partidas com +9 recepções de passe, em uma temporada: 10, Marvin Harrison 2002, Julio Jones 2015
- Maior número de partidas com +10 recepções de passe, em uma temporada: 7, Wes Welker 2009, Andre Johnson 2008
- Maior número de partidas com +11 recepções de passe, em uma temporada: 5, Marvin Harrison 2002
- Maior número de partidas com +12 recepções de passe, em uma temporada: 4, Cris Carter 1995
- Maior número de partidas com +13 recepções de passe, em uma temporada: 3, Antonio Brown 2015
- Maior número de partidas com +14 recepções de passe, em uma temporada: 2, Antonio Brown 2015, Reggie Wayne 2010
- Maior número de partidas com +15 recepções de passe, em uma temporada: 2, Antonio Brown 2015
- Maior número de partidas com +16 recepções de passe, em uma temporada: 2, Antonio Brown 2015
- Maior número de partidas com +1 recepções de passe, na carreira: 296, Jerry Rice 1985–2004
- Maior número de partidas com +2 recepções de passe, na carreira: 284, Jerry Rice 1985–2004
- Maior número de partidas com +3 recepções de passe, na carreira: 256, Jerry Rice 1985–2004
- Maior número de partidas com +4 recepções de passe, na carreira: 213, Jerry Rice 1985–2004
- Maior número de partidas com +5 recepções de passe, na carreira: 166, Jerry Rice 1985–2004
- Maior número de partidas com +6 recepções de passe, na carreira: 128, Jerry Rice 1985–2004
- Maior número de partidas com +7 recepções de passe, na carreira: 86, Jerry Rice 1985–2004
- Maior número de partidas com +8 recepções de passe, na carreira: 51, Marvin Harrison 1996–2008
- Maior número de partidas com +9 recepções de passe, na carreira: 39, Andre Johnson 2004–2014
- Maior número de partidas com +10 recepções de passe, na carreira: 22, Andre Johnson 2004–2014
- Maior número de partidas com +11 recepções de passe, na carreira: 13, Andre Johnson 2004–2013
- Maior número de partidas com +12 recepções de passe, na carreira: 9, Wes Welker 2007–2014
- Maior número de partidas com +13 recepções de passe, na carreira: 5, Wes Welker 2007–2014
- Maior número de partidas com +14 recepções de passe, na carreira: 3, Jason Witten 2007–presente
- Maior número de partidas com +15 recepções de passe, na carreira: 2, Brandon Marshall 2008–presente, Wes Welker 2009–2014, Jason Witten 2007–presente, Antonio Brown 2010–2015
- Maior número de partidas com +16 recepções de passe, na carreira: 2, Brandon Marshall 2008–presente, Antonio Brown 2010–2015
- Maior número de partidas com +17 recepções de passe, na carreira: 2, Brandon Marshall 2008–presente
- Maior número de partidas com +18 recepções de passe, na carreira: 2, Brandon Marshall 2008–presente
- Maior número de partidas com +19 recepções de passe, na carreira: 1, Brandon Marshall 2009, Terrell Owens 2000
- Maior número de partidas com +20 recepções de passe, na carreira: 1, Brandon Marshall 2009, Terrell Owens 2000

#### Jardas por recepção
- Maior número de temporadas liderando a liga: 7, Don Hutson, 1936, 1938–39, 1941–44
- Maior número de temporadas consecutivas liderando a liga: 4, Don Hutson, 1941–44
- Maior número de jardas por recepção na carreira: 22,895, Jerry Rice 1985–2004
- Maior número de jardas por recepção, por partida na carreira: 96.3, Julio Jones, (7,610 jardas/79 partidas), 2011–presente
- Maior número de jardas por recepção, por partida em uma temporada: 129.0, Wes Chandler, (1,032 jardas/8 partidas), 1982
- Maior número de temporadas com +500 jardas por recepção: 18, Jerry Rice 1985–2003
- Maior número de temporadas com +1000 jardas por recepção: 14, Jerry Rice, 1986–2002
- Maior número de temporadas com +1500 jardas por recepção: 4, Jerry Rice 1986–1995
- Maior número de temporadas consecutivas com +500 jardas por recepção: 16, Tony Gonzalez 1998–2013
- Maior número de temporadas consecutivas com +1000 jardas por recepção: 11, Jerry Rice 1986–1996
- Maior número de temporadas consecutivas com +1500 jardas por recepção: 2, Marvin Harrison 2001–2002, Andre Johnson 2008–2009, Calvin Johnson 2011–2012, Antonio Brown 2014–2015, Julio Jones 2014–2015
- Maior número de jardas por recepção em uma temporada: 1,964, Calvin Johnson, 2012
- Maior número de jardas por recepção em duas temporadas, para iniciar a carreira: 2,755, Odell Beckham Jr., 2014–2015
- Maior número de jardas por recepção em uma temporada, por um calouro: 1,473, Bill Groman, 1960
- Maior número de jardas por recepção em uma temporada, sem fumble: 1,746, Charley Hennigan, 1961
- Maior número de jardas por recepção em uma temporada, sem touchdown: 963, Al Toon, 1991
- Maior número de jardas por recepção em uma partida, sem touchdown: 284, Antonio Brown, 8 de Novembro, 2015
- Maior número de jardas por recepção em uma temporada, por um tight end: 1,327, Rob Gronkowski, 2011
- Maior número de jardas por recepção em uma temporada, por um running back: 1,048, Marshall Faulk, 1999
- Maior número de jardas por recepção em uma partida: 336, Flipper Anderson, 26 de Novembro, 1989 (OT)
- Maior número de jardas por recepção em uma partida, sem overtime: 329, Calvin Johnson, 27 de Outubro, 2013
- Maior número de partidas com +50 jardas por recepção na carreira: 198, Jerry Rice, 1985–2004
- Maior número de partidas com +100 jardas por recepção na carreira: 76, Jerry Rice, 1985–2004
- Maior número de partidas com +150 jardas por recepção na carreira: 30, Jerry Rice, 1985–2003
- Maior número de partidas com +200 jardas por recepção na carreira: 5; Lance Alworth, 1963–67; Calvin Johnson, 2007–2015
- Maior número de partidas com +250 jardas por recepção na carreira: 2; Julio Jones, 2014–16
- Maior número de partidas com +50 jardas por recepção em uma temporada: 16, Antonio Brown 2013–14
- Maior número de partidas com +90 jardas por recepção em uma temporada: 13, Michael Irvin 1995, Antonio Brown 2014
- Maior número de partidas com +90 jardas por recepção em uma temporada, por um calouro: 9, Odell Beckham 2014
- Maior número de partidas com +100 jardas por recepção em uma temporada: 11, Michael Irvin 1995, Calvin Johnson 2012
- Maior número de partidas com +150 jardas por recepção em uma temporada: 5; Tim Brown, 1997; Jerry Rice, 1995; Roy Green, 1984;
- Maior número de partidas com +200 jardas por recepção em uma temporada: 3, Charley Hennigan (AFL), 1961
- Maior número de partidas consecutivas com +50 jardas por recepção em uma temporada: 35, Antonio Brown 2013–2015
- Maior número de partidas consecutivas com +90 jardas por recepção em uma temporada: 9, Michael Irvin 1995, Odell Beckham 2014
- Maior número de partidas consecutivas com +50 jardas por recepção em uma temporada, por um calouro: 9, Odell Beckham 2014
- Maior número de partidas consecutivas com +100 jardas por recepção em uma temporada: 8, Calvin Johnson 2012
- Maior número de partidas consecutivas com +125 jardas por recepção em uma temporada: 5, Calvin Johnson 2012, Pat Studstill 1966
- Maior número de partidas consecutivas com +150 jardas por recepção em uma temporada: 3, Josh Gordon 2013, Isaac Bruce 1995, Andre Rison 1990, Roy Green 1984, James Lofton 1984, Don Maynard 1968
- Maior número de partidas consecutivas com +200 jardas por recepção em uma temporada: 2, Josh Gordon 2013
- Maior número de jardas por recepção em 2 partidas consecutivas: 498, Josh Gordon 2013
- Maior número de jardas por recepção em 3 partidas consecutivas:649, Josh Gordon 2013
- Maior número de jardas por recepção em 4 partidas consecutivas: 774, Josh Gordon 2013
- Recepção de passe mais longa: 99, por 12 jogadores, mais recentemente Victor Cruz 24 de Dezembro, 2011

#### Média de passe por recepção
- Maior média ganhada na carreira (mínimo 200 recepções): 22.26 (4,996 jardas / 224 recepções), Homer Jones, 1964–70
- Maior média ganhada em uma temporada (mínimo 24 recepções) 32.58 (782 jardas / 24 recepções), Don Currivan, 1947
- Maior média ganhada em uma partida (mínimo 3 recepções) 63.00 (189 jardas / 3 recepções), Torry Holt 24 de Setembro, 2000

#### Recepções para touchdown
- Maior número de temporadas liderando a liga: 9, Don Hutson, 1935–38, 1940–1944
- Maior número de temporadas consecutivas liderando a liga: 5, Don Hutson, 1940–1944
- Maior número de touchdowns na carreira: 197, Jerry Rice, 1985–2004
- Maior número de recepções para touchdown em uma temporada: 23, Randy Moss, 2007
- Maior número de recepções para touchdown em uma temporada, por um calouro: 17, Rob Gronkowski, 2011
- Maior número de recepções para touchdown em uma temporada, por um running back 9, Billy Cannon, 1961; Bill Brown, 1964; Chuck Foreman, 1975; Leroy Hoard, 1991; Marshall Faulk, 2001
- Maior número de recepções para touchdown em uma temporada, por um calouro: 17, Randy Moss, 1998
- Maior número de recepções para touchdown em uma temporada, em casa: 13, Jerry Rice, 1987; Marvin Harrison, 2001; Jordy Nelson, 2011
- Maior número de recepções para touchdown em uma temporada, fora de casa: 14, Randy Moss, 2007
- Maior média de recepções para touchdown por partida em uma temporada: 1.83, Jerry Rice, (22 TDs/12 partidas),1987
- Maior média de recepções para touchdown por partida na carreira: 0.853, Don Hutson, (99 TDs/116 partidas), 1935–1945
- Maior número de recepções para touchdown em partidas consecutivas: 7, Cloyce Box, 23 de Novembro, 1950 - 3 de Dezembro, 1950
- Maior número de recepções para touchdown em uma partida: 5, Bob Shaw 2 de Outubro, 1950, Jerry Rice 14 de Outubro, 1990; Kellen Winslow 22 de Novembro, 1981
- Maior número de recepções para touchdown até o intervalo de uma partida: 4, Don Hutson, 7 de Outubro, 1945; Dante Lavelli, 14 de Outubro, 1949; Bob Shaw, 2 de Outubro 1950; Harold Jackson, 14 de Outubro, 1973; Paul Warfield 15 de Dezembro, 1973; Ahmad Rashad, 2 de Setembro, 1979; Roy Green, 13 de Novembro, 1983; Mark Ingram, 27 de Novembro, 1994; Marcus Robinson, 23 de Novembro, 2003; Randy Moss, 18 de Novembro, 2007
- Maior número de recepções para touchdown em um quarto de uma partida: 4, Don Hutson, 7 de Outubro, 1945
- Maior número de partidas consecutivas com +1 recepções para touchdown: 13, Jerry Rice, 1986–1987
- Maior número de partidas consecutivas com +2 recepções para touchdown: 4, Cris Carter, 1995; Calvin Johnson, 2011; Doug Baldwin, 2015
- Maior número de partidas consecutivas com +3 recepções para touchdown: 3, Cloyce Box, 1952
- Maior número de partidas com +1 recepções para touchdown na carreira: 139, Jerry Rice, 1985–2004
- Maior número de partidas com +2 recepções para touchdown na carreira: 44, Jerry Rice, 1986–2002
- Maior número de partidas com +3 recepções para touchdown na carreira: 11, Jerry Rice, 1986–2001
- Maior número de partidas com +4 recepções para touchdown na carreira: 2, Bob Shaw, 1949–1950; Jerry Rice, 1990–1993; Sterling Sharpe, 1993–1994
- Maior número de partidas com +1 recepções para touchdown em uma temporada: 13, Mark Clayton, 1984; Jerry Rice, 1989; Carl Pickens, 1995; Randy Moss, 2007
- Maior número de partidas com +2 recepções para touchdown em uma temporada: 8, Randy Moss, 2007
- Maior número de partidas com +3 recepções para touchdown em uma temporada: 4, Sonny Randle, 1960
- Maior número de temporadas consecutivas com +1 recepções para touchdown: 20, Jerry Rice, 1985–2004
- Maior número de temporadas consecutivas com +2 recepções para touchdown: 17, Tony Gonzalez, 1997–2013
- Maior número de temporadas consecutivas com +3 recepções para touchdown: 15, Terrell Owens, 1996–2010
- Maior número de temporadas consecutivas com +4 recepções para touchdown: 15, Terrell Owens, 1996–2010
- Maior número de temporadas consecutivas com +5 recepções para touchdown: 11, Terrell Owens, 2000–2010; Marvin Harrison, 1996–2006; Cris Carter, 1991–2001; Tim Brown, 1991–2001; Jerry Rice, 1986–1996; Don Hutson, 1935–1945
- Maior número de temporadas consecutivas com +6 recepções para touchdown: 11, Marvin Harrison, 1996–2006; Jerry Rice, 1986–1996; Don Hutson, 1935–1945
- Maior número de temporadas consecutivas com +7 recepções para touchdown: 11, Jerry Rice, 1986–1996
- Maior número de temporadas consecutivas com +8 recepções para touchdown: 11, Jerry Rice, 1986–1996
- Maior número de temporadas consecutivas com +9 recepções para touchdown: 10, Jerry Rice, 1986–1995
- Maior número de temporadas consecutivas com +10 recepções para touchdown: 8, Marvin Harrison, 1999–2006
- Maior número de temporadas consecutivas com +11 recepções para touchdown: 4, Marvin Harrison, 1999–2002; Lance Alworth, 1963–1966; Art Powell, 1963–1966
- Maior número de temporadas consecutivas com +12 recepções para touchdown: 3, Jerry Rice, 1989–1991, 1993–1995; Marvin Harrison, 1999–2001, 2004–2006; Terrell Owens, 2000–2002; Lance Alworth, 1964–1966; Cris Carter, 1997–1999
- Maior número de temporadas consecutivas com +13 recepções para touchdown: 3, Jerry Rice, 1989–1991, 1993–1995; Terrell Owens, 2000–2002; Lance Alworth, 1964–1966
- Maior número de temporadas consecutivas com +14 recepções para touchdown: 2, Jerry Rice, 1986–1987; Marvin Harrison, 2000–2001
- Maior número de temporadas consecutivas com +15 recepções para touchdown: 2, Jerry Rice, 1986–1987
- Maior número de temporadas consecutivas com pelo menos 1 recepção para touchdown: 20, Jerry Rice
- Maior número de temporadas consecutivas com pelo menos 2 recepções para touchdown: 19, Jerry Rice
- Maior número de temporadas consecutivas com pelo menos 3 recepções para touchdown: 18, Jerry Rice
- Maior número de temporadas consecutivas com pelo menos 4 recepções para touchdown: 16, Jerry Rice
- Maior número de temporadas consecutivas com pelo menos 5 recepções para touchdown: 16, Jerry Rice
- Maior número de temporadas consecutivas com pelo menos 6 recepções para touchdown: 15, Jerry Rice
- Maior número de temporadas consecutivas com pelo menos 7 recepções para touchdown: 15, Jerry Rice
- Maior número de temporadas consecutivas com pelo menos 8 recepções para touchdown: 13, Jerry Rice
- Maior número de temporadas consecutivas com pelo menos 9 recepções para touchdown: 12, Jerry Rice
- Maior número de temporadas consecutivas com pelo menos 10 recepções para touchdown: 9, Jerry Rice; Randy Moss
- Maior número de temporadas consecutivas com pelo menos 11 recepções para touchdown: 8, Jerry Rice; Randy Moss
- Maior número de temporadas consecutivas com pelo menos 12 recepções para touchdown: 8, Jerry Rice
- Maior número de temporadas consecutivas com pelo menos 13 recepções para touchdown: 8, Jerry Rice
- Maior número de temporadas consecutivas com pelo menos 14 recepções para touchdown:6, Jerry Rice
- Maior número de temporadas consecutivas com pelo menos 15 recepções para touchdown: 5, Jerry Rice
- Maior número de temporadas consecutivas com pelo menos 16 recepções para touchdown: 3, Randy Moss
- Maior número de temporadas consecutivas com pelo menos 17 recepções para touchdown: 3, Randy Moss
- Maior número de temporadas consecutivas com pelo menos 18 recepções para touchdown: 1, Randy Moss, Jerry Rice, Sterling Sharpe, Mark Clayton
- Maior número de temporadas consecutivas com pelo menos 19 recepções para touchdown: 1, Randy Moss, Jerry Rice
- Maior número de temporadas consecutivas com pelo menos 20 recepções para touchdown: 1, Randy Moss, Jerry Rice
- Maior número de recepções para touchdown em uma partida com +20 de jardas: 4, Cloyce Box, 3 de Dezembro, 1950; Art Powell, 22 de Dezembro, 1963; Wesley Walker, 21 de Setembro,1986
- Maior número de recepções para touchdown em uma partida com +70 de jardas na carreira: 12, Lance Alworth, 1963–1970
- Maior número de recepções para touchdown em uma partida com +70 de jardas em uma temporada: 6, Elroy Hirsch, 1951
- Maior número de recepções para touchdown em uma partida com +90 de jardas na carreira: 3, John Taylor, 1989–1991
- Maior número de recepções para touchdown em uma partida com +90 de jardas em uma partida: 2, John Taylor,11 de Dezembro, 1989

### Jardas a partir da linha de scrimmage
Jardas a partir da linha de scrimmage é uma estatística no futebol que mede o quão longe a equipe ofensiva conquista jardas a partir da linha de scrimmage. 
- Maior número de temporadas liderando a liga: Jim Brown, 1958–1959, 1961, 1963–1965
- Maior número de temporadas consecutivas liderando a liga: 4 Thurman Thomas, 1989–1992
- Maior número de jardas a partir da linha de scrimmage na carreira: 23,540, Jerry Rice, 1985–2004
- Maior número de jardas a partir da linha de scrimmage em uma temporada: 2,509, Chris Johnson, 2009
- Maior número de jardas a partir da linha de scrimmage em uma temporada, sem fumble: 2,189, Marshall Faulk, 2000
- Maior número de jardas a partir da linha de scrimmage em uma temporada, por um calouro: 2,212, Eric Dickerson, 1983
- Maior média de jardas a partir da linha de scrimmage por partida na carreira: 125.52, Jim Brown 1957–1965
- Maior média de jardas a partir da linha de scrimmage por partida em uma temporada: 163.36, Priest Holmes (2,237 jardas/14 partidas), 2002
- Maior número de tentativas de avanço em uma temporada: 492, (407 corridas, 85 recepções), James Wilder, 1984
- Maior número de tentativas de avanço em uma temporada, sem fumble: 430 (397 corridas, 33 recepções), Gerald Riggs, 1985
- Maior número de tentativas de avanço em uma temporada, por um calouro: 441, (390 corridas, 51 recepções), Eric Dickerson, 1983
- Maior número de jardas a partir da linha de scrimmage em uma partida: 336, (todas as jardas por recepção), Flipper Anderson, 26 de Novembro, 1989 (OT)
- Maior número de jardas a partir da linha de scrimmage em uma partida, sem overtime: 330, Billy Cannon, 10 de Dezembro, 1961
- Maior número de jardas a partir da linha de scrimmage em partidas consecutivas: 525, Walter Payton, 20 de Novembro, 1977 - 24 de Novembro, 1977
- Maior número de partidas com 50 jardas a partir da linha scrimmage na carreira: 202, Jerry Rice 1985–2004
- Maior número de partidas com 100 jardas a partir da linha scrimmage na carreira: 108, Walter Payton, 1975–1987
- Maior número de partidas com 150 jardas a partir da linha scrimmage na carreira: 46, Barry Sanders, 1989–1998
- Maior número de partidas com 200 jardas a partir da linha scrimmage na carreira: 14, Marshall Faulk, 1994–2005
- Maior número de partidas com 250 jardas a partir da linha scrimmage na carreira: 5, Marshall Faulk, 1994–2005
- Maior número de partidas com 90 jardas a partir da linha scrimmage em uma temporada: 16, William Andrews, 1981
- Maior número de partidas com 100 jardas a partir da linha scrimmage em uma temporada: 15, Marcus Allen, 1985; Barry Sanders, 1997; Edgerrin James, 2000; David Johnson 2016
- Maior número de partidas com 150 jardas a partir da linha scrimmage em uma temporada: 10, Chris Johnson, 2009
- Maior número de partidas com 200 jardas a partir da linha scrimmage em uma temporada: 5, LaDainian Tomlinson, 2003
- Maior número de partidas com 250 jardas a partir da linha scrimmage em uma temporada: 2, Marshall Faulk, 2000
- Maior número de partidas consecutivas com 100 jardas a partir da linha scrimmage : 17, Marcus Allen, 1985–1986
- Maior número de partidas consecutivas com 200 jardas a partir da linha scrimmage: 3, LeVeon Bell, 17 de Novembro, 2014, 30 de Novembro, 2014, 7 de Dezembro, 2014. Walter Payton, 13 de Novembro, 1977, 20 de Novembro, 1977, 24 de Novembro, 1977
- Maior número de temporadas consecutivas com +500 jardas a partir da linha de scrimmage: 16, Tony Gonzalez, 1998–2013
- Maior número de temporadas consecutivas com +1000 jardas a partir da linha de scrimmage: 13, Emmitt Smith, 1990–2002
- Maior número de temporadas consecutivas com +1500 jardas a partir da linha de scrimmage: 8, LaDainian Tomlinson, 2001–2008
- Maior número de temporadas consecutivas com +2000 jardas a partir da linha de scrimmage: 4, Marshall Faulk 1998–2001
- Maior número de temporadas com +500 jardas a partir da linha de scrimmage: 18, Jerry Rice, 1985–1996, 1998–2003
- Maior número de temporadas com +1000 jardas a partir da linha de scrimmage: 14, Emmitt Smith 1990–2002, 2004, Jerry Rice 1986–1996, 1998, 2001–2002
- Maior número de temporadas com +1500 jardas a partir da linha de scrimmage: 10, Walter Payton 1976–1981, 1983–1986
- Maior número de temporadas com +2000 jardas a partir da linha de scrimmage: 4, Marshall Faulk 1998–2001, Eric Dickerson 1983–84, 1986, 1988, Walter Payton 1977, 1983–85

## All-purpose[11][12]
O All-purpose (ou os ganhos líquidos combinados da jardas) abrange corridas, recepções, retornos da interceptação, retornos de punt, retornos de kickoff e retornos de fumble. 
- Maior número de temporadas liderando a liga: 5, Jim Brown, 1958–61, 1964
- Maior número de temporadas consecutivas liderando a liga: 4, Jim Brown, 1958–1961

### Tentativas de All-purpose
- Maior número de tentativas combinadas na carreira: 4,939, Emmitt Smith, 1990–2004
- Maior número de tentativas combinadas, sem fumble na carreira: 541, Ricky Sanders, 1986–1995
- Maior número de tentativas combinadas em uma temporada: 496 (407 corridas, 85 recepções, 4 retornos), James Wilder 1984
- Maior número de tentativas combinadas, sem fumble em uma temporada: 430 (397 corridas, 33 recepções), Gerald Riggs, 1985
- Maior número de tentativas combinadas em uma temporada, por um calouro: 442 (390 corridas, 51 recepções, 1 retornos), Eric Dickerson, 1983
- Maior número de tentativas combinadas por fumble na carreira (mínimo 2000 tentativas): 138.0, Curtis Martin, 1995–2005
- Maior número de tentativas combinadas por fumble na carreira (mínimo 1000 tentativas): 199.88, Ray Rice, 2008–2013
- Maior número de tentativas combinadas sem fumble: 870, Steven Jackson, 3 de Novembro, 2011- final da carreira
- Maior número de tentativas combinadas sem fumble, para começar uma carreira: 589 (559 corridas, 30 recepções), BenJarvus Green-Ellis, 2008–2012
- Maior número de tentativas combinadas em uma partida: 48, James Wilder 30 de Outubro, 1983 e LaDainian Tomlinson 1 de Dezembro, 2002 (OT)

### Jardas de All-purpose
- Maior número de jardas ganhadas na carreira: 23,546, Jerry Rice, 1985–2004
- Maior número de jardas ganhadas em uma temporada: 2,696, Darren Sproles, 2011
- Maior número de jardas ganhadas em uma temporada, sem fumbles: 2,211, Antonio Brown, 2011
- Maior número de jardas ganhadas em uma temporada, por um calouro: 2,317, Tim Brown, 1988
- Maior número de jardas ganhadas em uma partida: 404, Glyn Milburn; 10 de Dezembro, 1995
- Maior número de 50 jardas ganhadas na carreira: 202, Jerry Rice 1985–2004
- Maior número de 100 jardas ganhadas na carreira: 118, Brian Mitchell 1990–2003
- Maior número de 150 jardas ganhadas na carreira: 46, Walter Payton 1975–1986, Barry Sanders 1989–1998
- Maior número de 200 jardas ganhadas na carreira: 17, Darren Sproles 2007–presente
- Maior número de 250 jardas ganhadas na carreira: 7, Terry Metcalf 1974–1977
- Maior número de 300 jardas ganhadas na carreira: 2, Jacoby Ford 2010, Josh Cribbs 2007–2009, Adrian Peterson 2007, Lionel James 1985, Gale Sayers 1965–1966
- Maior número de partidas com 1 jarda ganhada em uma temporada: 17, Dexter Carter 1995
- Maior número de partidas com 93 jardas ganhadas em uma temporada: 16, Brian Mitchell 1994
- Maior número de partidas com 100 jardas ganhadas em uma temporada: 15, David Johnson 2016, Michael Lewis 2002, Edgerrin James 2000, MarTay Jenkins 2000, Derrick Mason 2000, Barry Sanders 1997, Marcus Allen 1985
- Maior número de partidas com 150 jardas ganhadas em uma temporada: 11, Michael Lewis 2002, Terry Metcalf 1975, Darren Sproles 2011
- Maior número de partidas com 200 jardas ganhadas em uma temporada: 5, Fred Jackson 2009, Josh Cribbs 2009, LaDainian Tomlinson 2003, Walter Payton 1977, Timmy Brown 1962, Terry Metcalf 1975
- Maior número de partidas com 250 jardas ganhadas em uma temporada: 3, Timmy Brown 1962, Lionel James 1985, Terry Metcalf 1977
- Maior número de partidas com 300 jardas ganhadas em uma temporada: 2, Jacoby Ford 2010, Adrian Peterson 2007, Lionel James 1985
- Maior número de partidas consecutivas com +100 jardas: 23, Gale Sayers, 1965–1967
- Maior número de partidas consecutivas com +200 jardas: 4, Darren Sproles, 2008–2009
- Maior número de temporadas consecutivas com +1000 jardas: 13, Emmitt Smith, 1990–2002
- Maior número de temporadas consecutivas com +1500 jardas: 9, Brian Mitchell, 1994–2002
- Maior número de temporadas consecutivas com +2000 jardas: 4, Marshall Faulk 1998–2001; Dante Hall 2002–2005; Darren Sproles 2008–2011
- Maior número de temporadas com +1000 jardas: 14, Emmitt Smith 1990–2002, 2004, Jerry Rice 1986–1996, 1998, 2001–2002
- Maior número de temporadas com +1500 jardas: 10, Walter Payton 1976–1981, 1983–1986
- Maior número de temporadas com +2000 jardas: 4, Walter Payton 1977, 1983–1985; Eric Dickerson 1983–1984, 1986, 1988; Brian Mitchell 1994–1995, 1997–1998; Marshall Faulk 1998–2001; Dante Hall 2002–2005; Tiki Barber 2000, 2004–2006; Darren Sproles 2008–2011

## Interceptações[14]
- Maior número de temporadas liderando a liga: 3; Everson Walls, 1981–82, 1985; Ed Reed, 2004, 2008, 2010
- Maior número de interceptações na carreira: 81, Paul Krause, 1964–79
- Maior número de interceptações em uma temporada: 14, Dick "Night Train" Lane, 1952
- Maior número de interceptações em uma temporada, por um calouro: 14, Dick "Night Train" Lane, 1952
- Maior número de interceptações em uma partida: 4, por 19 jogadores, mais recentemente Drew Lock, na semana 10 da temporada 2020
- Maior número de interceptações até a metade de uma partida: 4, DeAngelo Hall 24 de Outubro, 2010
- Maior número de partidas consecutivas com interceptação: 8, Tom Morrow, 1962–63
- Maior número de temporadas consecutivas com interceptação: 19, Darrell Green, Washington Redskins, 1983–200

### Jardas retornadas de interceptação
- Maior número de temporadas liderando a liga: 3, Darren Sharper, 2002, 2005, 2009
- Maior número de jardas retornadas de interceptação na carreira: 1,590, Ed Reed, 2002–2013
- Maior número de jardas retornadas de interceptação em uma temporada: 376, Darren Sharper, New Orleans Saints, 2009
- Maior número de jardas retornadas de interceptação em uma temporada, por um calouro: 301, Don Doll, Detroit Lions, 1949
- Maior número de jardas retornadas de interceptação em uma partida: 177, Charlie McNeil 24 de Setembro,1961
- Retorno de interceptação mais longo: 108, Ed Reed 23 de Novembro, 2008

### Touchdowns retornados de interceptação
- Maior número de touchdowns retornados de interceptação na carreira: 12, Rod Woodson, 1987–2003
- Maior número de touchdowns retornados de interceptação em uma temporada: 4, Ken Houston, 1971; Jim Kearney, 1972; Eric Allen 1993
- Maior número de touchdowns retornados de interceptação em uma temporada, por um calouro: 3; Lem Barney, 1967; Ronnie Lott, 1981; Janoris Jenkins 2012
- Maior número de touchdowns retornados de interceptação em uma partida: 2, por 32 jogadores, mais recentemente Eric Berry 4 de Dezembro, 2016
- Maior número temporadas consecutivas com touchdowns retornados de interceptação: 6, Charles Woodson, Green Bay Packers, 2006–2011

## Punting[15]
- Maior número de temporadas liderando a liga: 4, Sammy Baugh, 1940–43; Jerrel Wilson, 1965, 1968, 1972–73
- Maior número de temporadas consecutivas liderando a liga: 4, Sammy Baugh, 1940–43

### Punts
- Maior número de punts na carreira: 1,713, Jeff Feagles 1988–2009
- Maior número de punts em uma temporada: 114, Bob Parsons, 1981 e Chad Stanley, 2002
- Maior número de punts em uma temporada, por um calouro: 111, Brad Maynard 1997
- Maior número de punts em uma partida:  16, Leo Araguz 11 de Outubro, 1998
- Punt mais longo: 98 jardas, Steve O'Neal 21 de Setembro, 1969

### Jardas por punt
- Maior número de jardas de punt na carreira: 71,211, Jeff Feagles, 1988–2009
- Maior número de jardas de punt em uma temporada: 4,968, Andy Lee, 2007
- Maior número de jardas de punt em uma temporada, por um calouro: 4,531, Brad Maynard, 1997
- Maior número de jardas de punt em uma partida:  709, Leo Araguz 11 de Outubro, 1998

### Média de jardas por punt
- Maior média por punt na carreira (mínimo 250 punts) 47.47 (1,192 punts para 56,580 jardas), Shane Lechler, 2000–presente
- Maior média por punt em uma temporada (entre jogadores qualificados): 51.40 (35 punts para 1,799 jardas), Sammy Baugh, 1940
- Maior média por punt em uma temporada, por um calouro (entre jogadores qualificados): 47.84 (91 punts para 4,353 jardas), Bryan Anger, 2012
- Maior média por punt em uma partida (mínimo 40 punts) 61.75 (4 punts para 247 jardas), Bob Cifers 24 de Novembro, 1946

### Média de jardas líquidas por punt
A média líquida passou a ser compilada desde 1976. Jardas líquidas é uma estatística calculada subtraindo a posição inicial de uma equipe no campo da posição de campo final da equipe e adicionando todas as jardas de retorno de pontapé ou kickoff ao total. 
- Maior média de jardas líquidas por punt na carreira (mínimo 250 punts): 41.1 (488 punts para 22,497 jardas líquidas), Pat McAfee, 2009–presente
- Maior média de jardas líquidas por punt em uma temporada(entre jogadores qualificados):  44.23 (78 punts para 3,450 jardas líquidas), John Hekker, 2013
- Maior média de jardas líquidas por punt em uma temporada, por um calouro (entre jogadores qualificados): 40.85 (92 punts para 3,758 jardas líquidas), Bryan Anger, 2012
- Maior média de jardas líquidas por punt em uma partida (mínimo 4 punts):  59.50 (4 punts para 238 jardas líquidas), Rohn Stark 13 de Setembro, 1992

### Punts que foram bloqueados
- Maior número de punts sem ser bloqueado: 1,177, Chris Gardocki, 1992–2006
- Maior número de punts bloqueados na carreira: 14; Herman Weaver, 1970–80; Harry Newsome, 1985–93
- Maior número de punts bloqueados em uma temporada: 6, Harry Newsome, 1988

Punts dentro de 20 jardas
Punts dentro das 20 jardas passaram a ser compilados desde 1976.
- Maior número de punts dentro de 20 jardas na carreira: 554, Jeff Feagles, 1988–2009
- Maior número de punts dentro de 20 jardas em uma temporada:46, Dave Zastudil, 2012
- Maior número de punts dentro de 20 jardas em uma partida: 8; Mark Royals 6 de Novembro,1994; Bryan Barker  14 de Novembro, 1999

## Retornos de Punt[17]

### Tentativas de retorno de punt
- Maior número de temporadas liderando a liga: 3, Les "Speedy" Duncan, 1965–66, 1971; Rick Upchurch, 1976, 1978, 1982
- Maior número de retornos de punt na carreira: 463, Brian Mitchell, 1990–2003
- Maior número de retornos de punt, sem touchdown na carreira: 262, Wes Welker, 2004–presente
- Maior número de retornos de punt em uma temporada: 70, Danny Reece, 1979
- Maior número de retornos de punt em uma temporada, por um calouro: 57, Lew Barnes, 1986
- Maior número de retornos de punt em uma partida:11, Eddie Brown 9 e Outubro,1977

### Fair catches
Fair catch é um sinal que o retornador agita seu braço estendido, lado a lado. Quando ele faz isso, o time adversário deve dar-lhe uma oportunidade ininterrupta para posicionar a bola. Uma vez que o jogador coloca a bola, a linha no campo torna-se o ponto de partida para o ataque. 
- Maior número de fair catches na carreira: 231, Brian Mitchell, 1990–2003
- Maior número de fair catches em uma temproada: 36, Jeremy Kerley, 2012
- Maior número de fair catches em uma partida: 7; Bake Turner 20 de Novembro, 1966, Lem Barney 21 de Novembro, 1976, Bobby Morse 27 de Dezembro, 1967 e Chris Carr 16 de Novembro, 2008

### Jardas retornadas de punt
- Maior número de temporadas ldierando a liga: 3, Alvin Haymond, 1965–66, 1969
- Maior número de jardas retornadas na carreira: 4,999, Brian Mitchell, 1990–2003
- Maior número de jardas retornadas em uma temporada: 875, Desmond Howard, 1996
- Maior número de jardas retornadas em uma temporada, sem fumble: 578, Jermaine Lewis, 2000
- Maior número de jardas retornadas em uma temporada, por um calouro: 699, Patrick Peterson, Arizona Cardinals, 2011
- Maior número de jardas retornadas em uma partida: 207, LeRoy Irvin 11 de Outubro, 1981
- Retorno de punt mais longo: 103, Robert Bailey 23 de Outubro, 1994

### Média de jardas retornadas por punt
- Maior média de jardas retornadas por punt (mínimo 75 retornos): 12.78 (112 retornos para 1,431 jardas), George McAfee, 1940–1950
- Maior média de jardas retornadas por punt em uma temporada (entre jogadores qualificados): 23.00, Herb Rich, 1950
- Maior média de jardas retornadas por punt em uma temporada, por um calouro (entre jogadores qualificados): 23.00, Herb Rich, 1950
- Maior média de jardas retornadas por punt em uma partida (mínimo 3 retornos):  53.33, Darius Reynaud 30 de Dezembro, 2012

### Retornos de punt para touchdown
- Maior número de retornos de punt para touchdown na carreira: 14 Devin Hester, Chicago Bears, 2006–2013, Atlanta Falcons, 2014–2015
- Maior número de retornos de punt para touchdown em uma temporada:  4; Jack Christiansen, 1951; Rick Upchurch, 1976; Devin Hester, 2007; Patrick Peterson, 2011
- Maior número de retornos de punt para touchdown em uma temporada, por um calouro: 4, Jack Christiansen, 1951; Patrick Peterson, 2011
- Maior número de retornos de punt para touchdown em uma partida: 2, 16 vezes por 13 jogadores mais recentemente Darius Reynaud 30 de Dezembro, 2012
- Maior número de jogos com +2 retornos para touchdown: : 2; Jack Christiansen 14 de Outubro, 1951 e 22 de Novembro, 1951; Eric Metcalf 24 de Outubro, 1993 e 2 de Novembro, 1997; Jermaine Lewis 7 de Dezembro, 1997 e 24 de Dezembro, 2000

## Retornos de Kickoff[19]

### Tentativas de retorno de kickoff
- Maior número de temporadas liderando a liga: 3, Abe Woodson, 1959, 1962–63
- Maior número de retornos de kickoff na carreira: 607, Brian Mitchell, 1990–2003
- Maior número de retornos de kickoff em uma temporada: 82, MarTay Jenkins, 2000
- Maior número de retornos de kickoff em uma temporada, por um calouro: 73; Josh Scobey 2003; Chris Carr, 2005
- Maior número de retornos de kickoff em uma partida: 10, Desmond Howard 26 de Outubro, 1997 and Richard Alston 28 de Novembro, 2004

### Jardas retornadas de kickoff
- Maior número de temporadas liderando a liga: 3; Bruce Harper, 1977–79; Tyrone Hughes, 1994–96
- Maior número de jardas retornadas na carreira: 14,014, Brian Mitchell, 1990–2003
- Maior número de jardas retornadas em uma temporada: 2,186, MarTay Jenkins, 2000
- Maior número de jardas retornadas na carreira, sem fumble: 1,684, Josh Scobey, 2003
- Maior número de jardas retornadas na carreira, por um calouro: 1,752, Chris Carr, 2005
- Maior número de jardas retornadas em uma partida: 304, Tyrone Hughes 23 de Outubro, 1994
- Retorno de kickoff mais longo: 109 jardas, Cordarrelle Patterson 27 de Outubro, 2013

### Média de jardas retornadas por kickoff
- Maior média de jardas retornada por kickoff na carreira: 30.56 (91 retornos para 2,781 jardas), Gale Sayers, 1965–71
- Maior média de jardas retornada por kickoff em uma temporada (entre jogadores qualificados): 41.06 (18 retornos for 739 jardas), Travis Williams, 1967
- Maior média de jardas retornada por kickoff em uma temporada, por um calouro (entre jogadores qualificados):  41.06 (18 retornos for 739 jardas), Travis Williams, 1967
- Maior média de jardas retornada por kickoff em uma partida (mínimo 3 retornos): 73.50 (4 retornos for 294 jardas), Wally Triplett 29 de Outubro, 1950

### Kickoff return touchdowns
- Maior número de retornos de kickoff para touchdown na carreira: 8, Josh Cribbs, 2005–presente, Leon Washington, 2006–presente
- Maior número de retornos de kickoff para touchdown em uma temporada: 4; Travis Williams, 1967; Cecil Turner, 1970
- Maior número de retornos de kickoff para touchdown em uma temporada, por calouro: 4, Travis Williams, 1967
- Maior número de retornos de kickoff para touchdown em uma partida: 2; por 10 jogadores, mais recentemente Leon Washington 26 de Setembro, 2010.

## Retornos combinados de kick/punt
- Maior número de temporadas liderando a liga: 3, Vai Sikahema, 1987, 1989, 1992
- Maior número de kick/punt combinados na carreira: 1,070 (463 punt, 607 kickoff), Brian Mitchell, 1990–2003
- Maior número de kick/punt combinados, sem touchdown na carreira:  404, Chris Carr, 2005–2013
- Maior número de kick/punt combinados em uma temporada: 114; Michael Lewis, 2002 (44 punt, 70 kickoff); B. J. Sams, 2004 (55 punt, 59 kickoff)
- Maior número de kick/punt combinados em uma temporada, por um calouro: 114 (55 punt, 59 kickoff), B. J. Sams, 2004
- Maior número de kick/punt combinados em uma partida: 13; Stump Mitchell 18 de Outubro, 1981 (6 punt, 7 kickoff) and Ronnie Harris 5 de Dezembro, 1993 (10 punt, 3 kickoff)

### Jardas retornadas de kick/punt
- Maior número de temporadas liderando a liga: 3, Tyrone Hughes 1993, 1995, 1996; Mel Gray 1990–1992, Vai Sikahema, 1986–1987, 1989
- Maior número de temporadas consecutivas liderando a liga: 3, Mel Gray 1990–1992
- Maior número de jardas retornadas combinadas de kick/punt na carreira: 19,013 (4,999 punt, 14,014 kickoff), Brian Mitchell, 1990–2003
- Maior número de jardas retornadas combinadas de kick/punt em uma temporada: 2,432 (625 punt, 1,807 kickoff), Michael Lewis, 2002
- Maior número de jardas retornadas combinadas de kick/punt em uma temporada, sem fumble: 1,911, Glyn Milburn, 1996
- Maior número de jardas retornadas combinadas de kick/punt em uma temporada, por um calouro: 1,938, Chris Carr, 2005
- Maior número de jardas retornadas combinadas de kick/punt em uma partida: 347 (43 punt, 304 kickoff), Tyrone Hughes 23 de Outubro, 1994

### Touchdowns retornados de kick/punt
- Maior número de touchdowns combinados de kick/punt na carreira: 19 (14 punt, 5 kickoff), Devin Hester, 2006–2014
- Maior número de touchdowns combinados de  kick/punt em uma temporada: 6 (4 punt, 2 kickoff), Devin Hester, 2007
- Maior número de touchdowns combinados de kick/punt na carreira, por um calouro: 5 (3 punt, 2 kickoff), Devin Hester, 2006
- Maior número de touchdowns combinado de kick/punt em uma partida: 2; 39 vezes por 33 jogadores, mais recentemente Jeremy Ross 8 de Dezembro, 2013 (1 punt, 1 kickoff)
- Maior número de touchdowns combinados (com kickoff e punt retornados para TD): 2; por 13 players, mais recentemente Jeremy Ross 8 de Dezembro, 2013

## Fumbles[20]
- Maior número de fumbles na carreira: 166, Brett Favre, 1991–2010
- Maior número de fumbles em uma temporada: 23; Kerry Collins, 2001; Daunte Culpepper, 2002
- Maior número de fumbles em uma partida: 7, Len Dawson, 15 de Novembro, 1964

### Fumbles recuperados
- Maior número de fumbles recuperados na carreira, pessoal e oponentes: 56 (todos pessoais), Warren Moon, 1984–2000
- Maior número de fumbles recuperados em uma temporada, pessoal e oponentes:12 (todos pessoais), David Carr, 2002
- Maior número de fumbles recuperados em uma temporada, pessoal e oponentes:4,

Otto Graham 25 de Outubro, 1953 (todos pessoais)
Sam Etcheverry 17 de Outubro, 1961 (todos pessoais)
Roman Gabriel 12 de Outubro, 1969 (todos pessoais)
Joe Ferguson 18 de Setembro, 1977 (todos pessoais)
Randall Cunningham 30 de Novembro, 1986 (todos pessoais)
Tony Romo 26 de Setembro, 2011 (todos pessoais)
Patrick Peterson 30 de Setembro, 2012 (3 pessoal, 1 oponente)
Matthew Stafford 2013 (todos pessoais)

### Recuperações fumbles pessoais
- Maior número de fumbles pessoais recuperados na carreira: 56, Warren Moon, 1984–2000
- Maior número de fumbles pessoais recuperados em uma temporada:12, David Carr, 2002
- Maior número de fumbles pessoais recuperados em uma partida: 4,

Otto Graham 25 de Outubro, 1953
Sam Etcheverry 17 de Outubro, 1961 
Roman Gabriel 12 de Outubro, 1969 
Joe Ferguson 18 de Setembro, 1977 
Randall Cunningham 30 de Novembro, 1986 
Tony Romo 26 de Setembro, 2011 
Matthew Stafford 2013 (todos pessoais)

### Recuperações fumbles do oponente
- Maior número de recuperação de fumbles do oponente na carreira: 30; Jim Marshall, 1960–1979
- Maior número de recuperação de fumbles do oponente em uma temporada: 9, Don Hultz, 1963
- Maior número de recuperação de fumbles do oponente em uma partida: 3, por 13 jogadores, mais recentemente Brian Young 9 de Novembro, 2003

### Jardas retornadas de fumble
- Retorno de fumble mais longo: 104; Jack Tatum 24 de Setembro, 1972; Aeneas Williams 5 de Novembro, 2000
- Maior número de jardas retornadas de fumble na carreira: 328, DeAngelo Hall 2004–presente
- Maior número de jardas retornadas de fumble em uma temporada: 157, Dwayne Rudd, 1998
- Maior número de jardas retornadas de fumble em uma temporada, por um calouro: 98, Toby Wright, 1994
- Maior número de jardas retornadas de fumble em uma partida: 104; Jack Tatum 24 de Setembro, 1972; Aeneas Williams 5 de Novembro, 2000

### Retornos de fumble para touchdown
- Maior número de fumbles retornados para touchdown na carreira (total): 6, Jason Taylor; 1997–2011
- Maior número de fumbles retornados para touchdown em uma temporada (total): 2; por 41 players, mais recentemente Bobby Wagner, 2015
- Maior número de fumbles retornados para touchdown na carreira (próprio): 2; por 9 jogadores, mais recentemente Kevin Curtis 2003–2010
- Maior número de fumbles retornados para touchdown em uma temporada (próprio): 2; Ahmad Rashad, 1974; Del Rodgers, 1982, Kevin Curtis 2007
- Maior número de fumbles retornados para touchdown na carreira (oponente): 6, Jason Taylor; 1997–2011
- Maior número de fumbles retornados para touchdown em uma temporada (oponente): 2; por 38 jogadores, mais recentemente Bobby Wagner 2015
- Maior número de fumbles retornados para touchdown em uma partida (oponente): 2, Fred "Dippy" Evans, 28 de Novembro,1948; Al Nesser,3 de Outubro, 1920

### Fumbles forçados
Nota: Os fumbles forçados não são uma estatística oficial da NFL e mesmo números não oficiais anteriores a 1991 não estão disponíveis
- Maior número de fumbles forçados em uma temporada: 10; Osi Umenyiora, 2010; Charles Tillman, 2012

## Tackles[21]
- Maior número de tackles sozinho na carreira: 1,640, Jessie Tuggle, 1987–2000
- Maior número de tackles sozinho em uma temporada:  217, Steve Towle, 1976
- Maior número de tackles sozinho em uma temporada, por um calouro: 164, Steve Towle, 1975
- Maior número de tackles sozinho em uma partida: 16, por 6 jogadores,mais recentemente Chris Borland, 2014

## Sacks[22]
Os sacks sofridos pelos quarterback vem sido compilados desde 1972
- Maior número de temporadas liderando a liga: 2;

Mark Gastineau, 1983-84
Reggie White, 1987-88
Kevin Greene, 1994-96
Michael Strahan, 2001-2003
DeMarcus Ware, 2008 - 2010
Jared Allen,  2007 - 2011
J.J. Watt, 2012 - 2015
- Maior número de temporadas consecutivas liderando a liga: 2:

Mark Gastineau, 1983–84
Reggie White, 1987 - 88
- Maior número de sacks na carreira: 200, Bruce Smith, 1985–2003
- Maior número de sacks em uma temporada: 22.5, Michael Strahan, 2001
- Maior número de sacks em uma temporada, por um calouro: 14.5, Jevon Kearse, 1999
- Maior número de sacks em uma partida: 7.0, Derrick Thomas 11 de Novembro, 1990
- Maior número de temporadas com +1 sacks: 19, Bruce Smith, 1985–2003
- Maior número de temporadas com +10 sacks: 13, Bruce Smith, 1986–90, 1992–98, 2000
- Maior número de temporadas consecutivas com +10 sacks: 9, Reggie White, 1985–93
- Maior número de partidas consecutivas com sack: 11, Jared Allen, 2011–2012
- Maior número de temporadas com +20 sacks:  2, J.J. Watt, 2012, 2014

## Overtime
- Maior número de field goals no overtime na carreira: 10, Adam Vinatieri 1996–2015
- Field goal mais longo de um overtime: 57 jardas, Sebastian Janikowski
- Maior número de touchdown no overtime na carreira: 3, LaDainian Tomlinson 2001–2011
- Maior número de touchdown corrido no overtime na carreira: 3, LaDainian Tomlinson 2001–2011
- Maior número de passe para touchdown no overtime na carreira: 4, Drew Bledsoe 1993–2006
- Passe/Recepção mais longa do overtime: 99 jardas, Ron Jaworski para Mike Quick 10 de Novembro, 1985
- Corrida para touchdown mais longa do overtime: 96 jardas, Garrison Hearst, 6 de Setembro, 1998
- Retorno de interceptação para touchdown mais longo do overtime: 72 jardas, Lorenzo Lynch,  29 de Outubro, 1995
- Retorno de kickoff para touchdown mais longo do overtime: 96 jardas, Chad Morton, 8 de Setembro, 2002
- Retorno de fumble para touchdown mais longo do overtime: 52 jardas, Johnie Cooks, 4 de Setembro, 1983
- Retorno de punt para touchdown mais longo do overtime: 99 jardas, Patrick Peterson, 6 de Novembro, 2011
- Overtime mais curto: 11 seconds, Tim Tebow para Demaryius Thomas para 80 jardas, 8 de Janeiro, 2012 (playoffs)
- Overtime mais curto de temporada regular: 13 seconds, Drew Brees para C. J. Spiller para 80 jardas, 4 de Outubro, 2015
- Overtime mais longo: 22 minutos, 40 secondos, Garo Yepremian, field goal de 37 jardas 25 de Dezembro, 1971 (playoffs)

## Jogadas mais longas
- Jogada sem pontos mais longa: 104 jardas, Percy Harvin, Minnesota Vikings vs. Atlanta Falcons; 27 de Novembro, 2011 e Ameer Abdullah, Detroit Lions vs. Green Bay Packers; 15 de Novembro, 2015
- Corrida de um quaterback mais longa: 93 jardas, Terrelle Pryor, Oakland Raiders vs. Pittsburgh Steelers; 27 de Outubro 2013
- Returno de field goal mais longo: 109 jardas Antonio Cromartie, San Diego Chargers vs. Minnesota Vikings; 4 de Novembro, 2007
- Corrida mais longa a partir da linha de scrimmage: 99 jardas Tony Dorsett, Dallas Cowboys vs. Minnesota Vikings; 3 de Janeiro, 1983
- Passe mais longo: 99 jardas, por 13 jogadores, mais recentemente Eli Manning, New York Giants vs. New York Jets; 24 de Dezembro, 2011 (Victor Cruz)
- Retorno de kickoff mais longo: 109 jardas Cordarrelle Patterson, Minnesota Vikings vs. Green Bay Packers; 27 de Outubro, 2013

## Recordes variados
- Maior número de retornos (de um punt, kickoff, interceptação, fumble, field goal perdido, bloqueio de punt/field goal) para touchdowns: 20, Devin Hester 2006–presente
- Maior número de retornos (de um punt, kickoff, interceptação ou fumble) para touchdowns, incluindo pós-temporada: 21, Devin Hester 2006–presente
- Jogada mais longa: 109 jardas, Antonio Cromartie  4 de Novembro, 2007 (retorno de field goal perdidol), Cordarrelle Patterson 27 de Outubro, 2013 (retorno de kickoff)
- Maior número de bloqueios de chutes: (field goals/PATs/Punts): 25, Ted Hendricks, 1969–1983
- Retorno de um field goal perdido mais longo: 109 jardas, Antonio Cromartie  4 de Novembro, 2007
- Maior número de retornos para touchdown de field goal perdidos: 2, Al Nelson 1965–1973, Carl Taseff 1951–1962
- Returno mais longo de um field goal bloqueado: 94 jardas, Bobby Smith 25 de Outubro 1964
- Maior número de bloqueios de field goal retornados para touchdowns: 2, Kyle Arrington 2010–2014, Nate Clements 2008–2009, Kevin Ross 1987–1995
- Retorno mais longo de um punt bloqueado:  67 jardas, Frank Filchock 28 de Setembro, 1941
- Maior número de punts bloqueados para touchdowns: 3, Ed Reed 2002–2013, Tom Flynn 1984–1988
- Jogador mais velho: 48, George Blanda, 1975
- Único jogador a lançar e receber passe para touchdown na mesma jogada: 3 jardas, Brad Johnson 12 de Outubro, 1997

## Nota
As estatísticas oficiais foram salvas pela primeira vez em 1932, registros anteriores a 1932 não são oficiais.